# イタリア式庭園

イタリア式整形庭園の最高峰のひとつと言われるランテ荘庭園（Villa Lante）[http://goo.gl/maps/IxLQI

イタリア式庭園（イタリアしきていえん）は、西洋風の庭園の様式のひとつである幾何学式庭園で、テラス式、あるいは露壇式庭園とも呼ばれ、丘の中腹に配される隠れ家のような敷地の立地条件、庭園敷地が長角形などの形態のテラス数段での構成、上段テラス中央に建物を配して軸線（ビスタ）を設定し左右対称の構成をとる、多くの人工物を配して訪れる人々を楽しませる、庭園の内部から周囲の風景を眺めパノラマ景を楽しむ、などを特徴とし、14世紀から16世紀にかけて主にイタリア郊外の別荘（ヴィラ）で発達した庭園を指す。とくにルネサンス以来造られていった多くの庭園で全体的にひとつの特徴を成した。

## 庭園技法
- ジャルディーノ・セグレト（隠れ庭）
- ベルベデーレ（美しき眺め）
- ボスコ（樹林）と列植
- グロット（人工洞窟）
- 噴水
- カスケード（Cascade：階段滝）
- ビスタ（通景線）
- ノット（結び目）花壇
- 立体迷路
- 彫刻

## アルベルティの庭園論・別荘生活論
15世紀にはいると都市郊外に作られた別荘が都市生活にとって重要になる。レオン・バッチスタ・アルベルティ（1404-1472）はレオナルド・ダ・ヴィンチ（1452-1519）と並ぶ万能の天才とされる。彼は1430年代に教育および家族の倫理について『家族論』を著し、この中で別荘における生活のすばらしさを語る。小プリニウス（古代ローマの行政官で文芸を愛した。62-111頃）の別荘と庭園を基礎に、郊外の丘に太陽と空気と眺めに恵まれた健康によい別荘と庭を余暇の時間を過ごすために造るとよい、と提案。汚く、臭く、暗い、健康に悪い都市の住まいから逃れることを説いている。
1452年には建築デザインの方法を探求した『建築論』を著す。全十冊に渡るこの書物は古代ローマ時代の建築家ウィトルウィウスの書物を倣したといわれている。別荘と庭についても別荘と風景の相互浸透のために、敷地選定、家屋計画、庭園の作庭方法などが書かれている。敷地は田園風景を眺めることが出来る丘の斜面が最適とされ、新鮮な空気、太陽・そよ風を別荘に入れ、風景画を部屋の壁に描き、花輪や蔓草の絵・モザイクを壁や床に描くことや、家屋は風景を味わえるように建設しなければならない、都市や海、平原や丘の風景を楽しむことは欠かせないことだとされている。庭園は壁に囲まれた空間であり、これは略奪などから守る最良の手段であるが、丘の斜面に造られることから壁を超えて庭園の外に広がる風景の美しさを味わうことというこうした観念は従来庭園との大きな違いが表れる。その内部は、太陽の光とそよ風の涼しさを十分に味わえることが基本である。樹木は規則正しく植栽される。また柱廊が壁沿いに造られたり、小径が常緑樹で嫁取りされたり、小川が造られたりする。また舗装部分には風景などの絵が描かれる。庭園全体の具体的なデザインは記されていないが、それでもこのような考えから庭園が造られたことがわかる。

## 日本における受容
神戸市にある須磨離宮公園（旧武庫離宮、1908年庭園設計福羽逸人）本園では広大な平面幾何学式庭園から続く丘陵部斜面を生かして上部に噴泉、カスケード、その周囲にテラスと花壇、階段を配した典型的なイタリア式庭園が造られている。
淡路市の淡路夢舞台にある「百段苑」は、海を望む一枚の斜面地に百区画の花壇と立体迷路状の階段で構成される。井上芳治が設計したイタリア式庭園の幾何学的な部分を洗練した一つの到達した形である。花壇には世界のキク科植物が植栽されている。
千葉大学園芸学部には、敷地に傾斜をつけ、さらに後方には複数の植物が混ざった生垣のあるテラス式の庭園をイタリア式庭園と紹介しているが、植物はアカマツの品種であるタギョウショウなど日本のものを用いている。
横浜市にある山手イタリア山庭園は元イタリア領事館跡地だった敷地で丘の上に位置する。イタリア式庭園を模して水や花壇を幾何学的に配し整備した公園で、敷地内には1993年に山手町45番地から赤屋根のブラフ18番館、1997年に渋谷区から突形屋根をもつ外交官の家が移築復元されている。外交官の家の裏手から遠くみなとみらいのビル群まで見渡すことができるようになっているほか、花壇は一年を通し多彩な花を楽しむことができる。
バラで有名な伊丹市にある荒牧バラ公園の植物園は、中央の円形広場を囲むように階段状に庭園が造られている。イタリア式の特徴である立体迷路、テラス状花壇、ベルベデーレ、カスケード等をそなえ、園内のデザインは列柱やアーチなどの南欧風に統一されている。イタリア式特徴のもう一つ、彫刻のトピックとしては小便小僧で有名な姉妹都市ハッセルトから贈られた小便小僧像など。
東京ツインパークスの緑の隣に、イタリア庭園と銘打って整備されている整形式庭園がある。JR線路をまたいで反対側にイタリア街として計画されて現在整備中の敷地に隣接する。つまりこの一画はイタリアの建築様式のビルや舗装まで、イタリアを感じさせる街並みの整備がされている。庭園はイタリア式の特徴からすると、隣接する敷地からこの敷地に入る階段状デッキ部分もあるが高台に位置せず傾斜は無く、大理石の列柱や彫刻を置くなどで、ジャルディーノ・セグレトを切り取って配置した庭のようである。ボスコに模した生垣にはサイプレスなどのほか、タイサンボクなどが使用されている。

## ギャラリー
- ヴィラプラトリーノのメディチ庭園のジュストウテンスが描いたリュネット（1598）
- ジュネット・ユーテンス・オブ・ヴィラ・メディセア・ランブロギアーナのリュネット（1598）
- ヴィラランテのペガサス噴水（1570〜1575）
- ヴィラアルドブランディーニ（1598）
- ヴィッラディカステッロ（フィレンツェ）
- ヴィラディカステッロ
- パラッツォジュスティガーデン
- ジャルディーノバルディーニの小さな水路
- ピサ植物園

## 主なイタリア式庭園
イタリア式庭園を記述する。

### イタリア

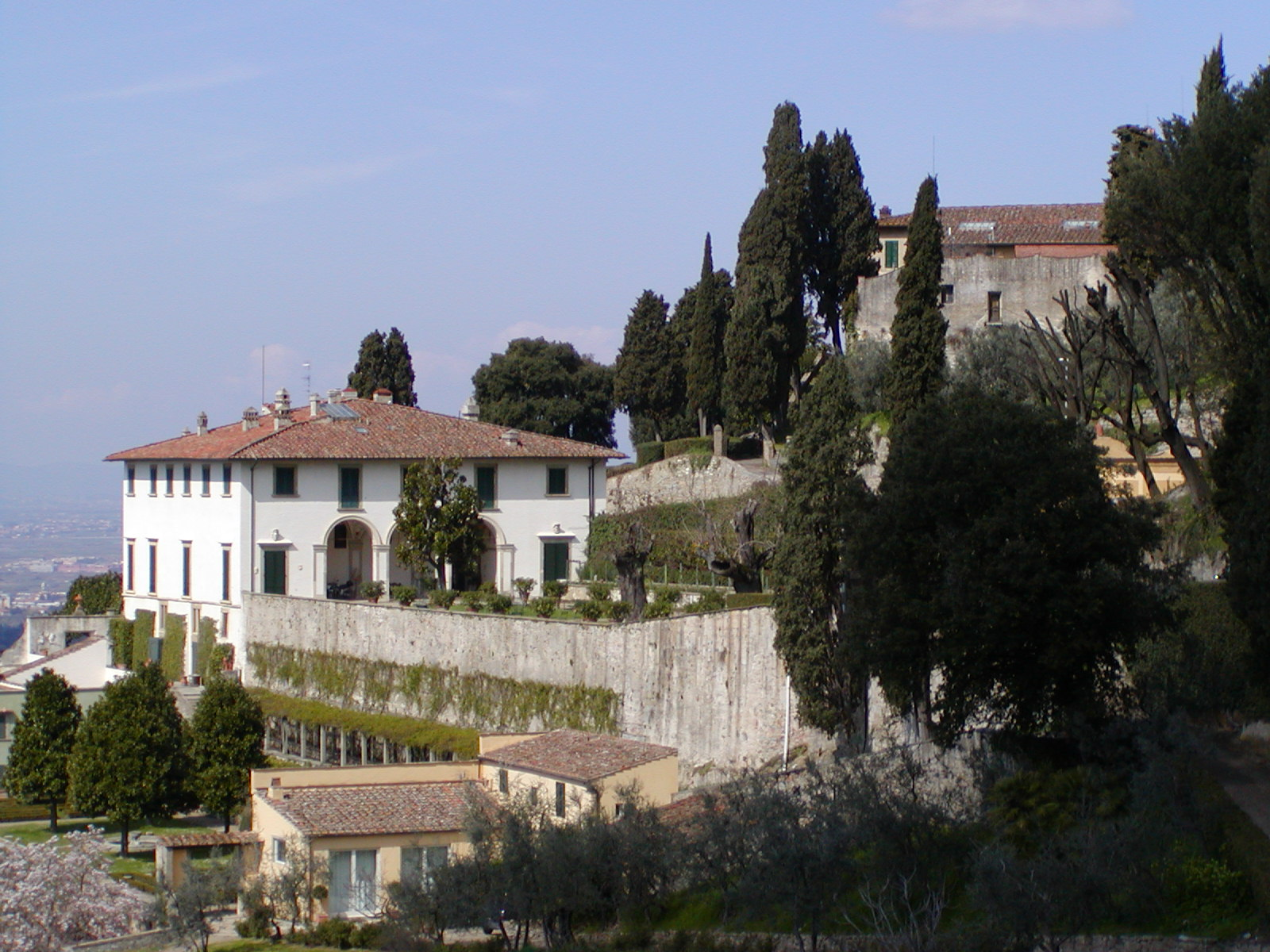
フィエゾレのヴィラメディチ。

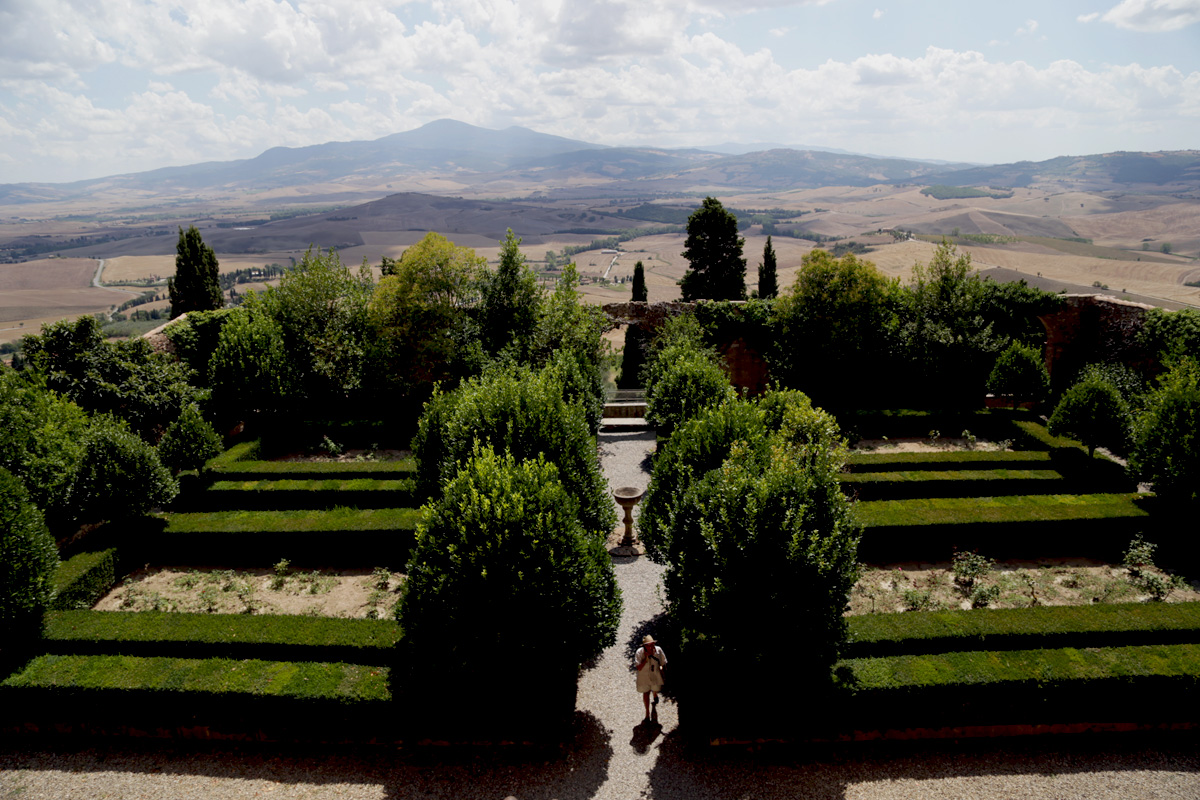
パラッツォピッコロミニの庭園

- エステ荘庭園（ヴィラ・デステ） チボリ
- ランテ荘庭園
- ベルベデーレ バチカン
- ベルヴェデーレ荘庭園 ローマ
- ボボリ園 フィレンツェ
- コレッジョ荘
- フィエーゾレ/メディチ荘
- ボッジオ＝ア＝カイアーノ荘
- マダマ荘庭園
- クイリナーレ宮殿庭園 ローマ
- ボルゲーゼ荘庭園 ローマ
- パラッツォ・ファルネーゼ庭園
- アルドブランデイーニ荘庭園
- パパドポーリ園 ヴェネツイア
- ペトライア荘庭園
- カステロ荘庭園 フィレンツェ
- コルシニ荘庭園 ビテルボ
- パルミエリ荘庭園
- チリアーノ荘庭園
- ジェラリーノ荘庭園
- アルバニ荘庭園
- モンドラゴーネ荘庭園
- スカッシイ荘庭園
- ガローヴィオ荘庭園
- プリニアナ荘庭園
- マルチネンゴ荘庭園
- クイリニダローレ荘庭園
- アルドブランティ荘庭園
- イゾラベラ（ベッラ島）荘庭園

#### 初期イタリアルネサンスの庭園

##### フィエーゾレのメディチ・ヴィラ（1530-1790）
イタリア最古のルネッサンス様式の庭園は、フィレンツェ北部のフィエーゾレにあるヴィラメディチにある。1455年から1461年の間に、メディチ王朝の創設者であるコジモ・デ・メディチ の息子であるジョヴァンニ・デ・メディチ（1421–1463）によって築かれた。平らな農地にある他のメディチ家のヴィラとは異なり、このヴィラはフィレンツェの景色を望む岩の多い丘の中腹にある。ヴィラメディチはアルベルティの教えに従い、ヴィラには「都市、所有者の土地、海または大平原、見慣れた丘や山を見渡せる」という眺めが必要であり、前景には「庭の繊細さ」が必要であるとしていた。庭には2つの大きなテラスがあり、1つは1階に、もう1つは1階にある。1階の応接室からゲストはロッジアに出て、そこから庭に行くことができたので、ロッジアは内部と外部をつなぐ移行スペースであった。後の庭園とは異なり、Villa Mediciには2つのレベルをリンクするための大階段やその他の機能がなかった。庭はロレンツォ・デ・メディチに継承され、詩人、芸術家、作家、哲学者の出会いの場に。1479年、詩人のアンジェロ・ポリツィアーノ （メディチ家の子供たちの家庭教師）は、庭を手紙で次のように説明した。「..山の傾斜した側面の間に座って、ここには豊富な水があり、適度な風で絶えずリフレッシュされているため、太陽のまぶしさ。家に近づくと木に埋もれているように見えますが、家に着くと街の全景が見えます。」  ピエンツァのパラッツォピッコロミニは、ピウス2世の名で1458年から1464年まで教皇だったエネアシルヴィオ・ピッコロミニによって建てられた。彼はラテン語の学者であり、教育、天文学、社会文化について幅広く執筆。1459年、彼自身と枢機のために宮殿を建設し、小さな故郷の町ピエンツァに裁判所を建てた。メディチ家の邸宅のように、この家の大きな特徴は谷の上のロッジア、オルチャ渓谷からアミアータ山の斜面までの素晴らしい眺めであった。家の近くには噴水を囲む幾何学的な花壇のあるテラスがあり、アルベルティの「 デ・ア・エディフィカトリア」に記載されているプリニウスの庭に似た円錐形と球形にトリミングされた茂みで装飾されている。庭は、町、宮殿、そして景色を望むように設計されていた。

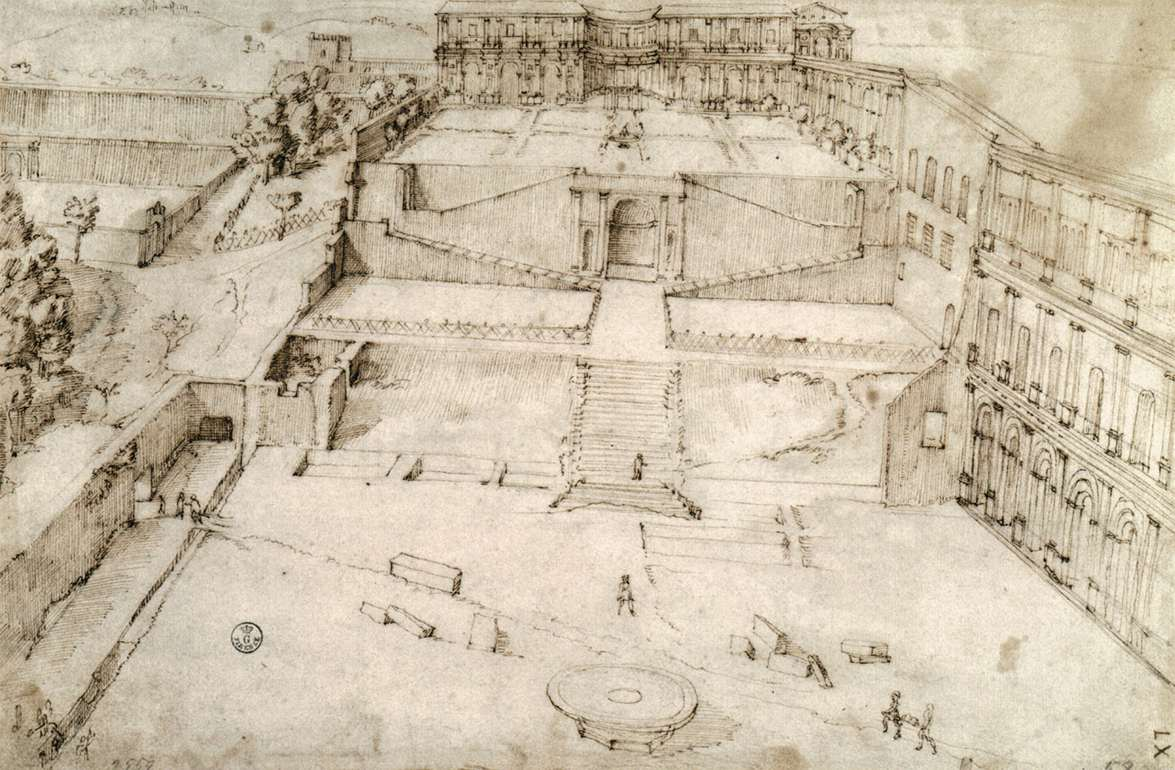
ベルヴェデーレの中庭のためのブラマンテのデザイン

##### ローマ・バチカン宮殿のベルヴェデーレ宮殿（1504〜1513）
1504年、教皇ユリウス2世は建築家ドナトブラマンテに、ローマの古い教皇バチカン宮殿と近くのヴィラベルヴェデーレの間の空間に古典的なローマの楽園を再現するよう依頼。彼のモデルは パレストリーナ にあるフォルトゥナプリミジェニアの古代の聖域または古代のプレネステであり、彼の設計では比例、対称性、遠近法の古典的な理想を展開。彼は2つの建物をつなぐ中心軸と、パレストリーナのモデルを模した二重の傾斜路で接続された一連のテラスを構築。テラスは小道と花壇によって正方形と長方形に分割され、有名なラオコーンやアポロベルヴェデーレなど、ユリウス教皇の古典彫刻の並外れたコレクションの屋外の設定として機能した。庭の中心は、エンターテイメントの劇場として機能する3層のロッジアに囲まれた中庭で、中央のエクセドラは中庭、ランプ、テラスの長い展望の劇的な結論を形成した。ヴェネツィア大使は1523年にベルヴェデーレ大聖堂について次のように説明している。「1つは非常に美しい庭に入り、その半分は成長する草と湾と桑と糸杉で満たされ、残りの半分はレンガの正方形が立てられ、広場からは、美しいオレンジの木が舗装から生えている。その多くは完璧な順序で配置されている。...庭の片側には最も美しいロッジアがあり、その一端には灌漑する美しい噴水がありますオレンジの木と庭の残りの部分は、ロッジアの中心にある小さな運河のそばにあります。」 　残念なことに、16世紀後半にコルチレの中心を横切るバチカン図書館建設で、ブラマンテのデザインが今では不明瞭になっている。なおプロポーション、対称性、劇的な視点の彼のアイデアはイタリアルネサンスの多くの偉大な庭園で活用された。

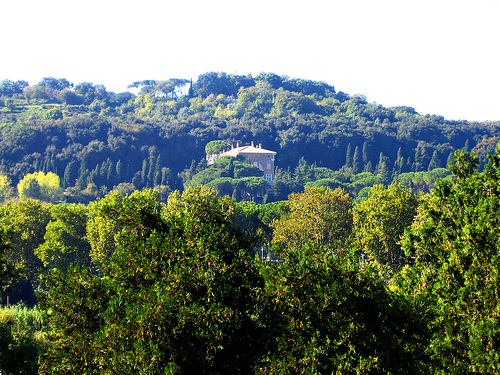
ヴィラマダマ（1516）

##### ローマのヴィラ・マダマ(マダマ荘), Villa Madama, Rome (1516)
ローマを見下ろすモンテマリオの斜面に位置するヴィラ・マダマは、レオ10世が建設を開始し、枢機卿ジュリオ・デ・メディチ が継続させた。1516年、レオは当時ローマで最も有名な芸術家であったラファエロに依頼した。ウィトルウィウスの「デ・アーキテクチュラ」の古代テキストと小プリニウスの著作を参考に、古典的な理想の別荘と庭園のイメージを膨らませた。 彼の別荘には大きな円形の中庭があり、冬のアパートと夏のアパートに分かれており、通路は中庭から大きなロッジアへと続き、そこから庭園とローマの景色を眺めることができた。東側にある丸い塔は、冬には庭の部屋として使われ、ガラス窓から差し込む太陽の光で暖かくなるようになっていた。邸宅からは、正方形、円形、楕円形の3つのテラスが見渡すことができ、上部のテラスには栗とモミが植えられ、下部のテラスは植物の花壇になる予定であった。  ラファエルの死後、1520年に建設は中止されたが、その後1534年まで他のアーティストによって続けられた。彼らは円形の中庭の半分を含むヴィラの半分と、ジュリオ・ロマーノの グロテスクなフレスコ画とジョヴァンニ・ダ・ウーディネのスタッコで飾られた北西のロッジアを完成させた。ジョヴァンニ・ダ・ウーディネによる象の頭の噴水や、ジャルディーノ・セグレト(giardino segreto,秘密の庭の意)の入り口にあるバッキオ・バンディネリによる2体の巨大なスタッコ像などが現存する。現在はイタリア政府の迎賓館として使用されている。

#### 盛期ルネサンスの庭園
16世紀半ばには、メディチ家や他の裕福な家族や個人による、アルベルティとブラマンテの原則に従った一連の壮麗な庭園が建設された。それらは通常、丘の頂上または山の斜面に設置され、そして中心軸に沿って上下に対称なテラスのシリーズが存在した。邸宅から庭とその向こうの景色を眺め、それ自体も庭の底から見ることができた。そして水文学の発展による庭園にはますます精巧で雄大な滝と噴水、古代ローマの壮大さを思い起こさせる像が施された。

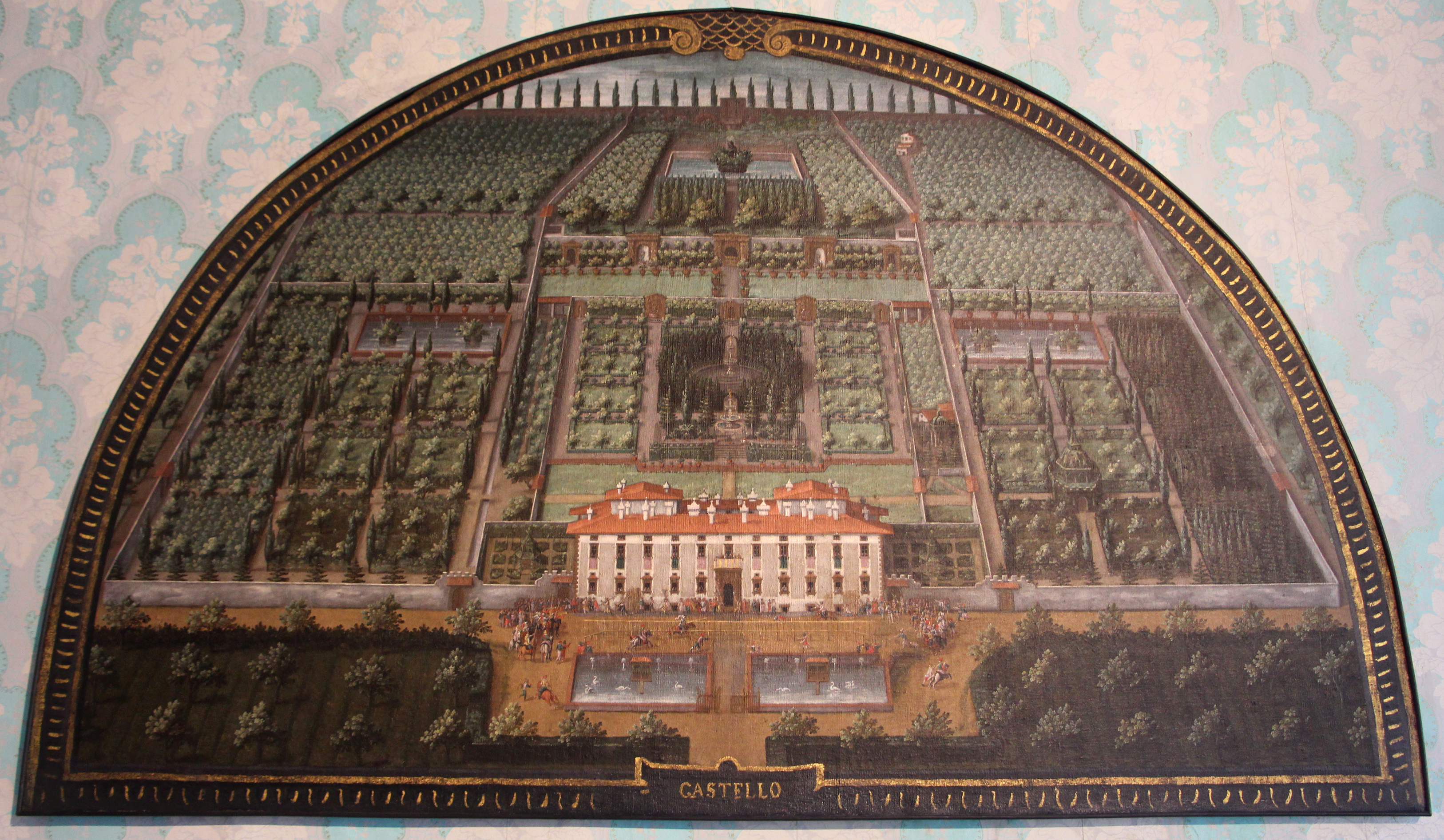
1599年に登場したヴィラディカステッロのルネッテ

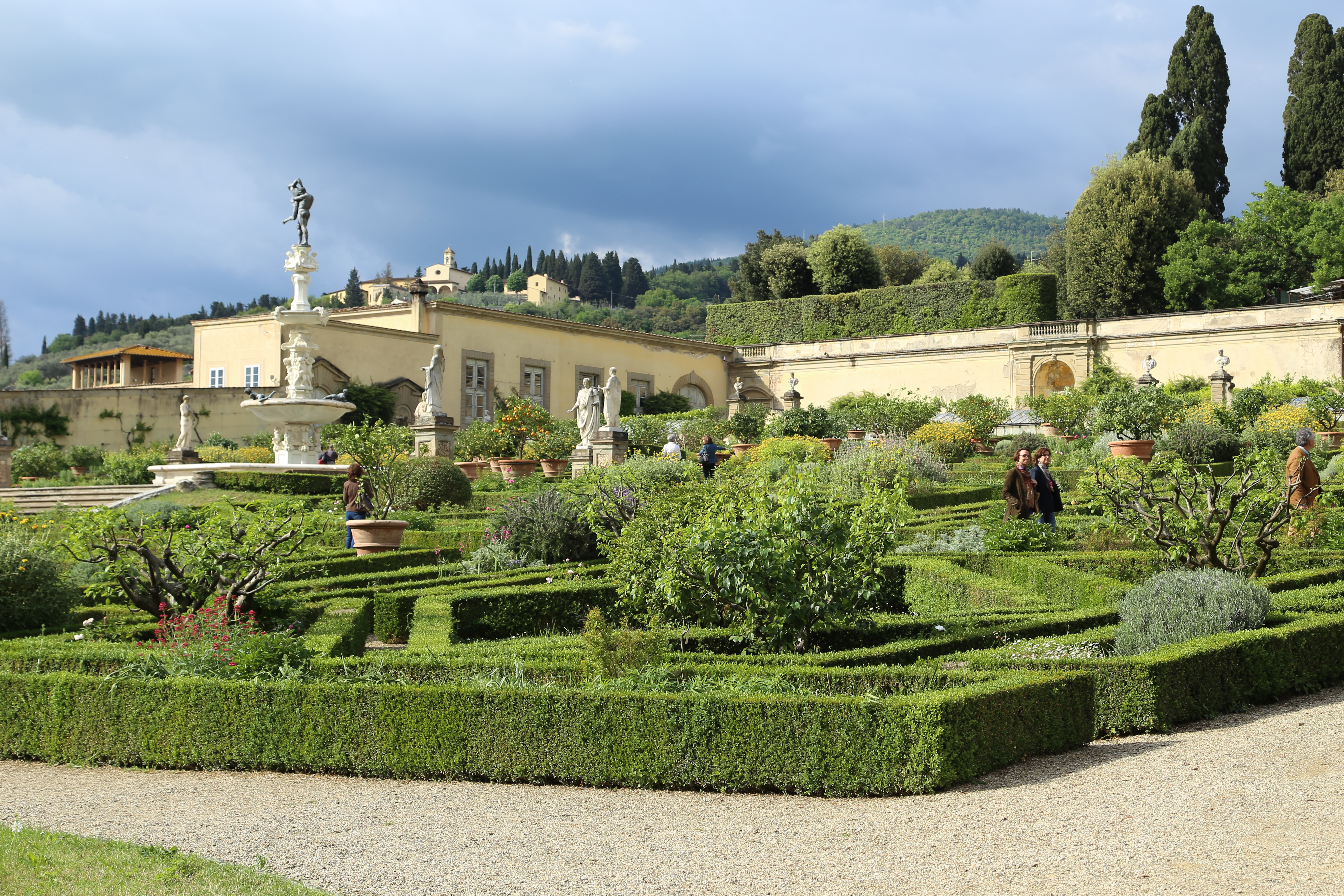
フィレンツェのヴィラディカステッロの庭園にあるヘラクレスとアンタイオスの噴水

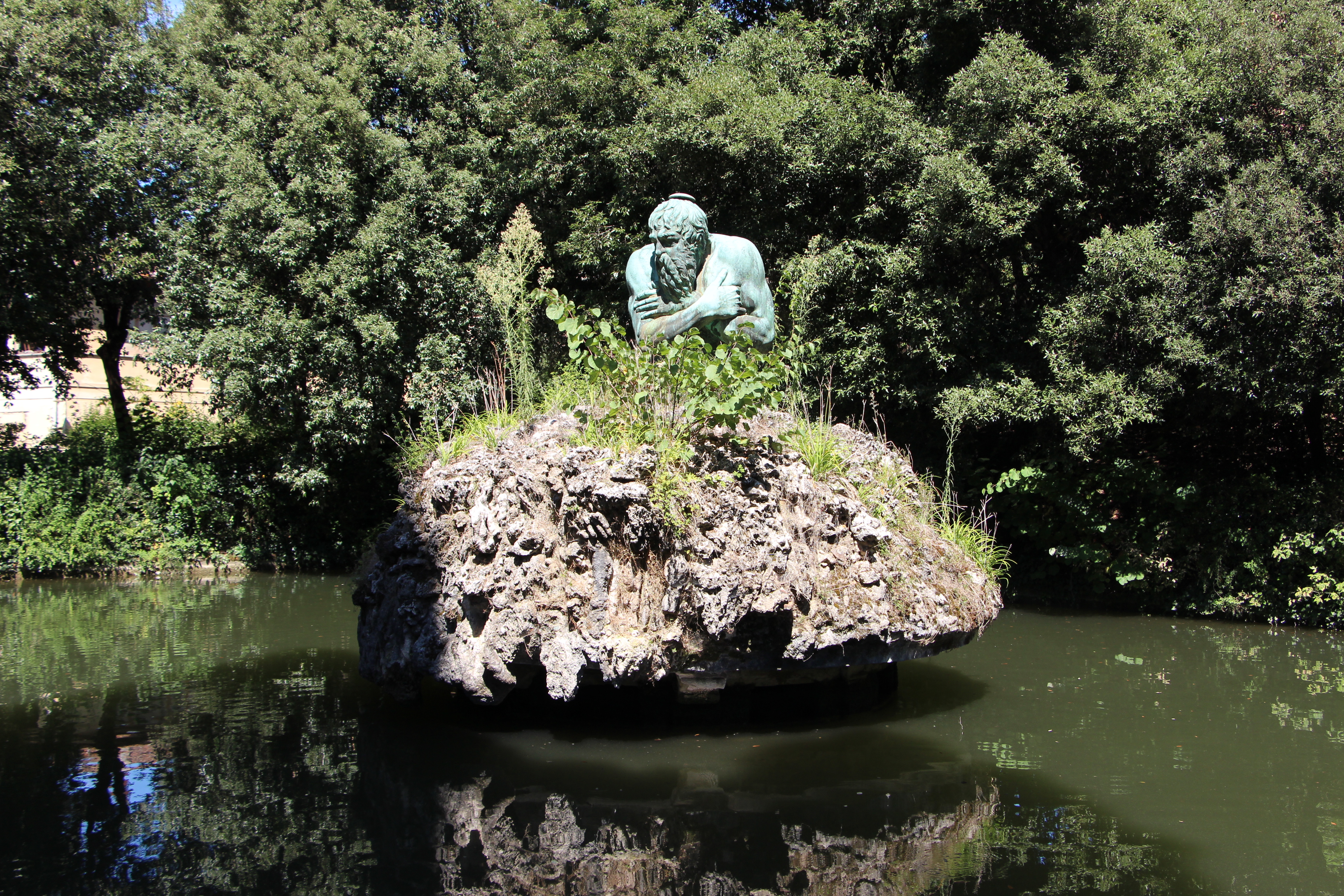
Fountain of January by Bartolomeo Ammannati

##### トスカーナのヴィラ・ディ・カステッロ（1538）
ヴィッラ・ディ・カステッロは、トスカーナ初代公爵 コジモ・イ・デ・メディチのプロジェクトで、彼がまだ17歳の時に始まった。ニコロ・トリボロが設計。代表作は2つの庭園：コジモのセンプリチ庭園（1545）とボーボリ庭園（1550）を手掛けた。庭は別荘とモンテ・モレロの丘の間のなだらかな斜面に配置された。トリボロは最初に斜面を越えて壁を作り、オレンジの木で満たされた上部の庭と、生垣の壁、木の列、柑橘類の木と杉のトンネルがある庭の部屋に分割された下部の庭に分けられた。一連の噴水によって連結された中心軸は、ヴィラからモンテモレッロのふもとまで延びていた。この配置では、庭には壮大な視点と囲まれたプライベートスペースの両方を設けた。下の庭には大きな大理石の噴水があり、暗いヒノキを背景にヘラクレスとアンタイオスの姿で見られるように意図されていた。庭の中央にあるこの噴水のすぐ上には、ヒノキ、月桂樹、ギンバイカ、バラ、および箱の生垣で形成された生垣の迷路があり、迷路の真ん中に隠されたのは、金星の像がある別の噴水。この噴水の周りに、コジモは疑いのないゲストをびっくりさせるための鍵でオンにすることができる隠された導管ジオチダクア （水遊び）のタイルの下にブロンズパイプを設置。別の珍しい特徴にはツタに覆われたオークの木に隠されたツリーハウスで、ツリー内に正方形のダイニングルームがあった 。庭の奥の壁に立てかけられたトリボロは、モザイク、小石、貝殻、模造乳石、ニッチと家畜やエキゾチックな動物や鳥の像の群れで装飾された精巧な洞窟を建設。角と牙をもつ動物はメディチ家の過去のメンバーの美徳と業績を象徴し、動物のくちばし、翼、爪から水が各ニッチの下の大理石の盆地に流れていく。訪問者の後ろにゲートが突然閉じられ、隠された噴水に浸かることがあった。丘の上にある洞窟の上部には、中央に池がある小さな森またはボスコがあり、池には震える巨人の銅像があり、冷水が頭の上を流れ落ちている。これは1月という季節またはアペニン山脈を表している。なお、メディチ家の最後の党首が1737年に死去したとき、庭は新しい所有者であるロレーヌ家によって変更され始めた。迷路は取り壊され、ヴィーナスの像はヴィラ・ラペトライアに移されたが、それよりずっと前からこの庭園は多くの大使や外国人観光客によって記され、ヨーロッパ中に名声が広まる。遠近法、プロポーション、対称性の原理、木々や生垣のある幾何学的な植栽ベッドと部屋は、フランスルネサンスの庭園とそれに続くフランセーズの庭園両方で採用されていた。

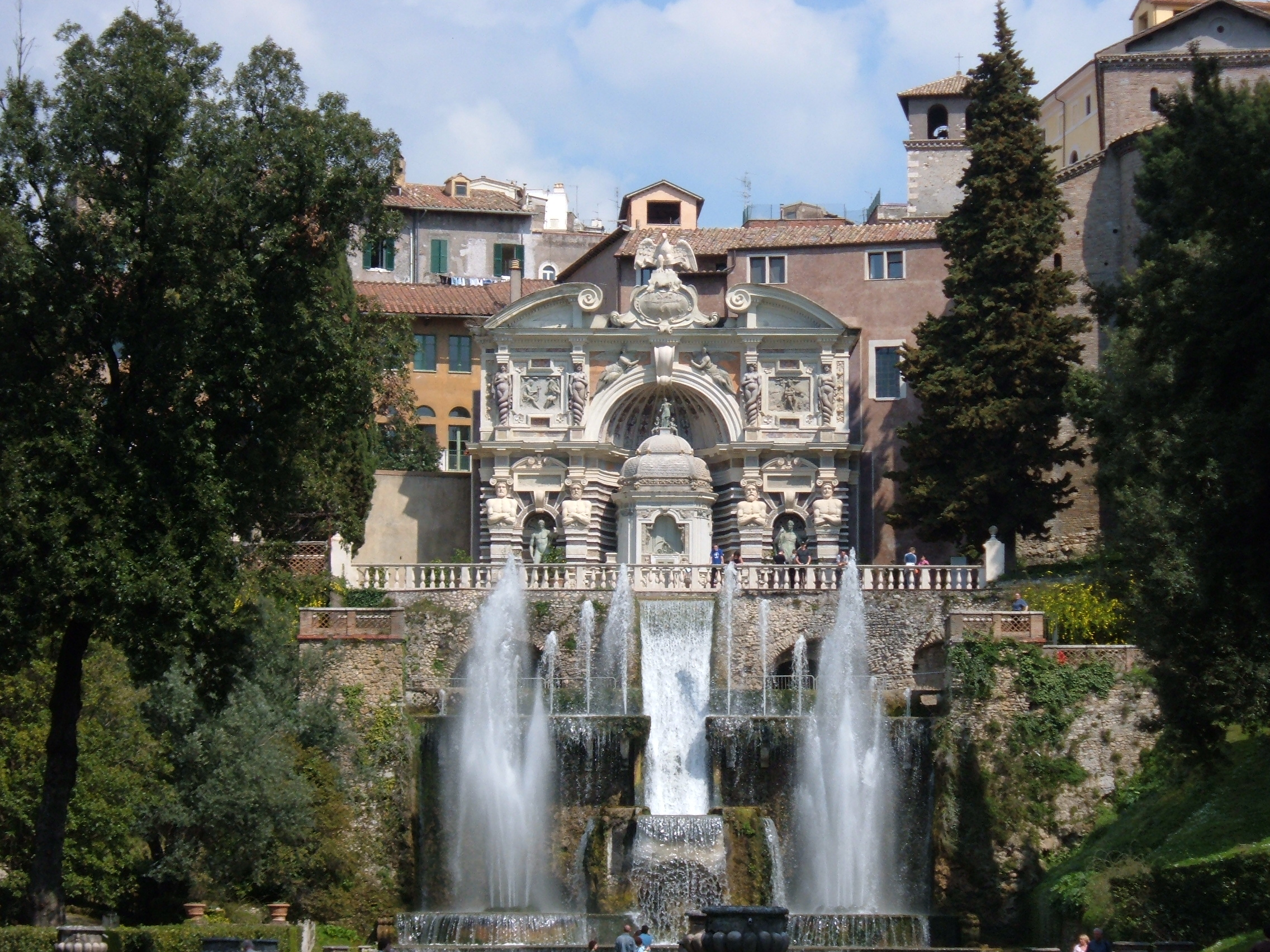
ヴィラデステの庭園にあるネプチューンの噴水（前景）と水のオルガン（背景）

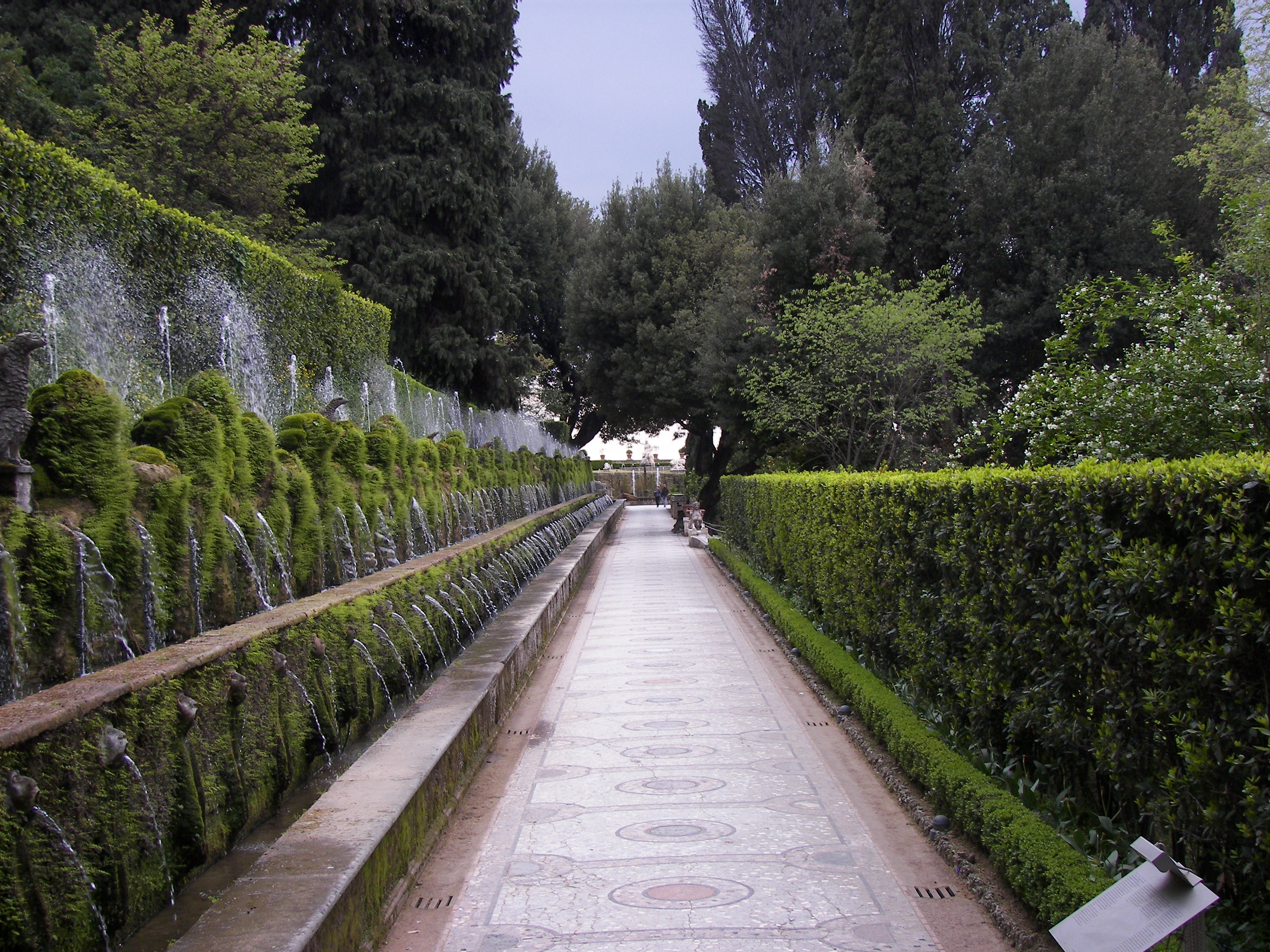
100の噴水の路地、ヴィラデステ

##### チボリのヴィラ・デステ（1550–1572）
チボリの ヴィラ・デステは、イタリアルネッサンス様式の庭園の中で最も壮大で保存状態の良いものの1つ。フェラーラ公の アルフォンソ1世デステとルクレツィアボルジアの息子イッポリト2世デステ枢機によって施された。彼は29歳で枢機になり、1550年にチボリの知事に。彼は住居開発をするために元フランシスコ会修道院を引き継ぎ、庭のために隣接する急な山腹とその下の谷を買収。選ばれた建築家ピッロ・リゴーリオは古代のヴィラアドリアーナや近くの遺跡でIppolitoのための発掘調査を行うとハドリアヌスのヴィラ、広範囲の国の住居ローマ皇帝、ハドリアヌス数多くの精巧な水の機能があった。リゴリオは、ラティウムの平野を見下ろす山の端の急な丘の中腹に降りるテラスの連続として庭を作る。テラスは別荘の下のテラスから始まり、庭のふもとにあるドラゴンの噴水まで下るゲートと大階段で接続されていた。階段はさまざまなレベルの5つの横断路によって交差され、ブドウの木で覆われた生垣と格子によって部屋に分割。階段と路地の交差点にはパビリオン、果樹、芳香植物があり、上部で枢機が使用したプロムナードは別荘の下を通り、一方の方向でダイアナの洞窟へ、他方でアスクレーピオスの洞窟へと続いていく。
ヴィラデステの栄光は、リゴリオがアニエーネ川から建設した2つの水道橋から供給される噴水のシステム。庭の中央で、100の噴水の路地（実際には200の噴水があった）が丘の中腹を横切り、楕円形の噴水とローマの有名なランドマークのモデルで飾られたローマの噴水に接続。下位レベルでは別の路地がドラゴンズの噴水を通り過ぎ、プロセルピーナの噴水とフクロウの噴水が合流。さらに低いところには、魚のいる池の路地がオルガンの噴水をネプチューンの噴水の候補地に接続。各噴水とパスは、ヘラクレスとの伝説にデステ家族を結ぶ、話をしたヒッポリュトス （またはIppolito）神話の息子テセウスとヒッポリュテー、女王のアマゾンがおり、中心軸はヘラクレスの労働を示したドラゴンの噴水に至り、庭には3つのヘラクレスの像が見つかる。所有者の神話上の同名であるイッポリートの神話は、アスクレピオスとダイアナの2つの洞窟で説明され、フクロウの噴水はフルートのような一連のブロンズパイプを使用して鳥の音を出していたが、庭の最も有名な特徴は素晴らしいオルガン噴水であると、1580年に庭園を訪れたフランスの哲学者ミシェル・ド・モンテーニュによって説明されている。そして、空気をかき混ぜたそれは器官のパイプを通して強制的に通過し、ホイールを通過する他の水もオルガンのキーボードを特定の順序でたたきだす。オルガンは水が突然落ちることによって生じるトランペットの音、大砲の音、マスケット銃の音を模倣している ...  枢機の死後、17世紀に庭園は大幅に変更され、多くの彫像が売買されたが、基本的な特徴は残っており、オルガンの噴水は最近復元され、再び音楽を演奏している。

#### マニエリスムと後期ルネサンスの庭園
マニエリスムは、1520年代に絵画で発展したスタイルであり、ルネサンス絵画の伝統的なルールには反していた。「マニエリスムの絵画は、非常にスタイリッシュで洗練され、複雑で、その構成は奇妙で、主題は幻想的でした。」  このことはまた、1560年頃に登場した他のマニエリスム庭園についても説明している。

##### ヴィラ・デッラトッレ（1559）
ヴェローナに住む法学教授および人文主義者であるジュリオ・デッラ・トッレ（1480–1563）のために建てられたヴィラ・デッラトッレは、ウィトルウィウスの古典的なルールのパロディでできており、建物のペリスタイルは完全に調和の取れたウィトルウィウススタイルであったが、一部の石は荒削りでサイズが異なり、水を噴霧したマスクで装飾されていたため、古典的な調和が損なわれていた。「建物は変形していた。奇妙で不定形な状態にあり、どこか粗野な素朴なシンプルさと古典的な完璧さを感じているようだ。」  内部の暖炉は巨大なマスクの口の形で、外では庭の入り口は地獄の口を表し、目は内部で燃えている火を示した洞窟など、気を散らす建築要素で満たされていた。

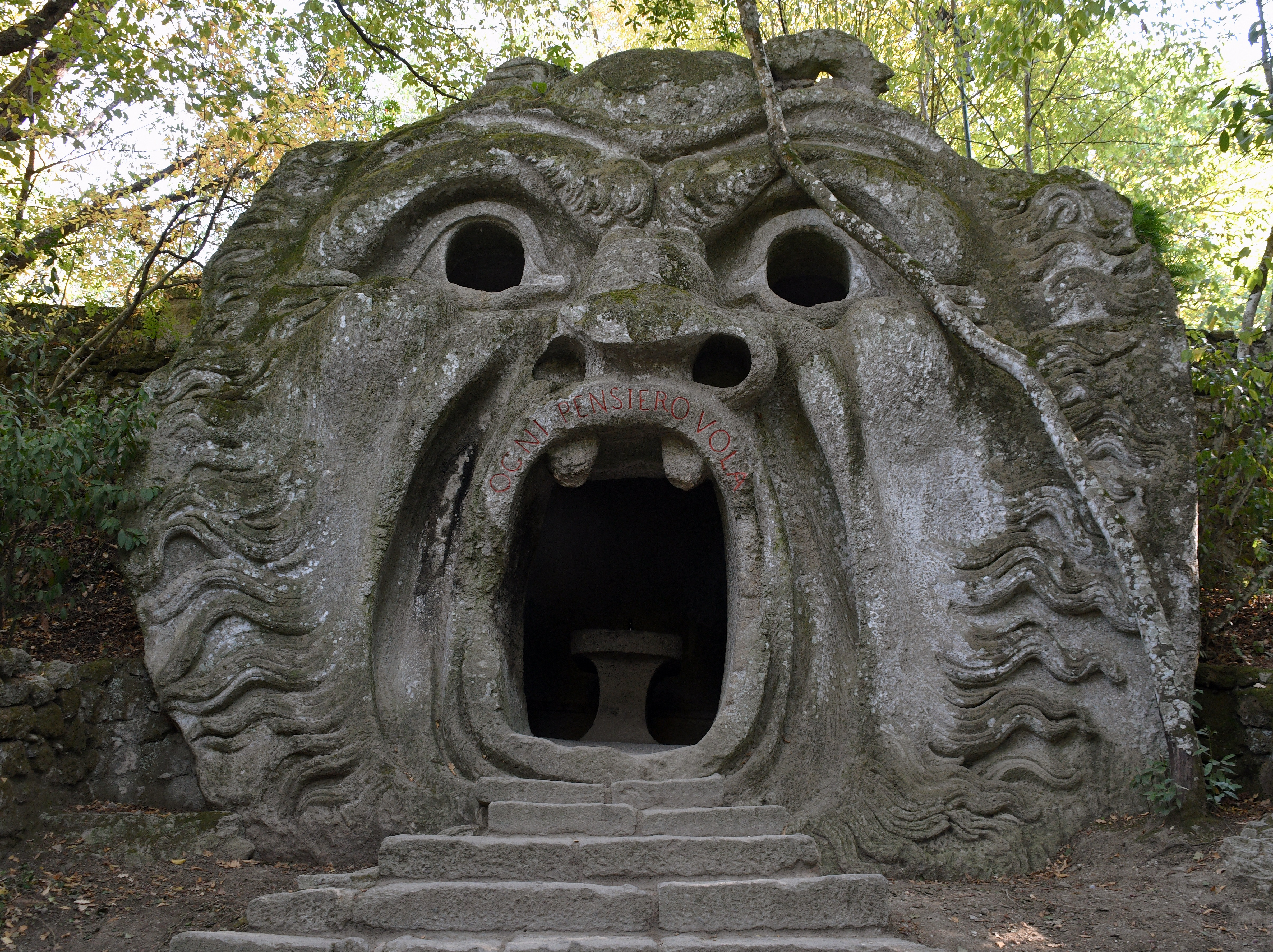
サクロ・ボスコ、地獄の口の鬼（1552–1584）

##### ラツィオ州ボマルツォのサクロ・ボスコ（1552–1584）
サクロボスコ、または「Sacred Wood」は、マニエリスム庭園の中でも最も有名で贅沢なもので、これはボマルツォ村の近くのピア・フランチェスコ・オルシーニ （1523–84）のために作庭された。この庭は機知に富むがルネッサンス庭園のすべての法則に反しており対称性、秩序、焦点はなく、庭の碑文には「偉大で驚異的な驚異を求めて世界を旅したあなたが、恐ろしい顔、象、ライオン、鬼、ドラゴンがいるここに来ます」とある。庭は巨大な彫像で満たされ、さまよう道が続く。そこには地獄の口、倒れそうな家、幻想的な動物や人物があり、多くは庭の荒い火山岩で彫られていた。シーンのいくつかはルドヴィコ・アリオストのロマンチックな叙事詩オーランド・フリオソから、他のシーンはダンテ・アリギエーリとフランチェスコ・ペトラルカの作品から用いられ、また庭の碑文に書かれているように、サクロ・ボスコは 「自分だけに似ており、他の何にも似ていません」。

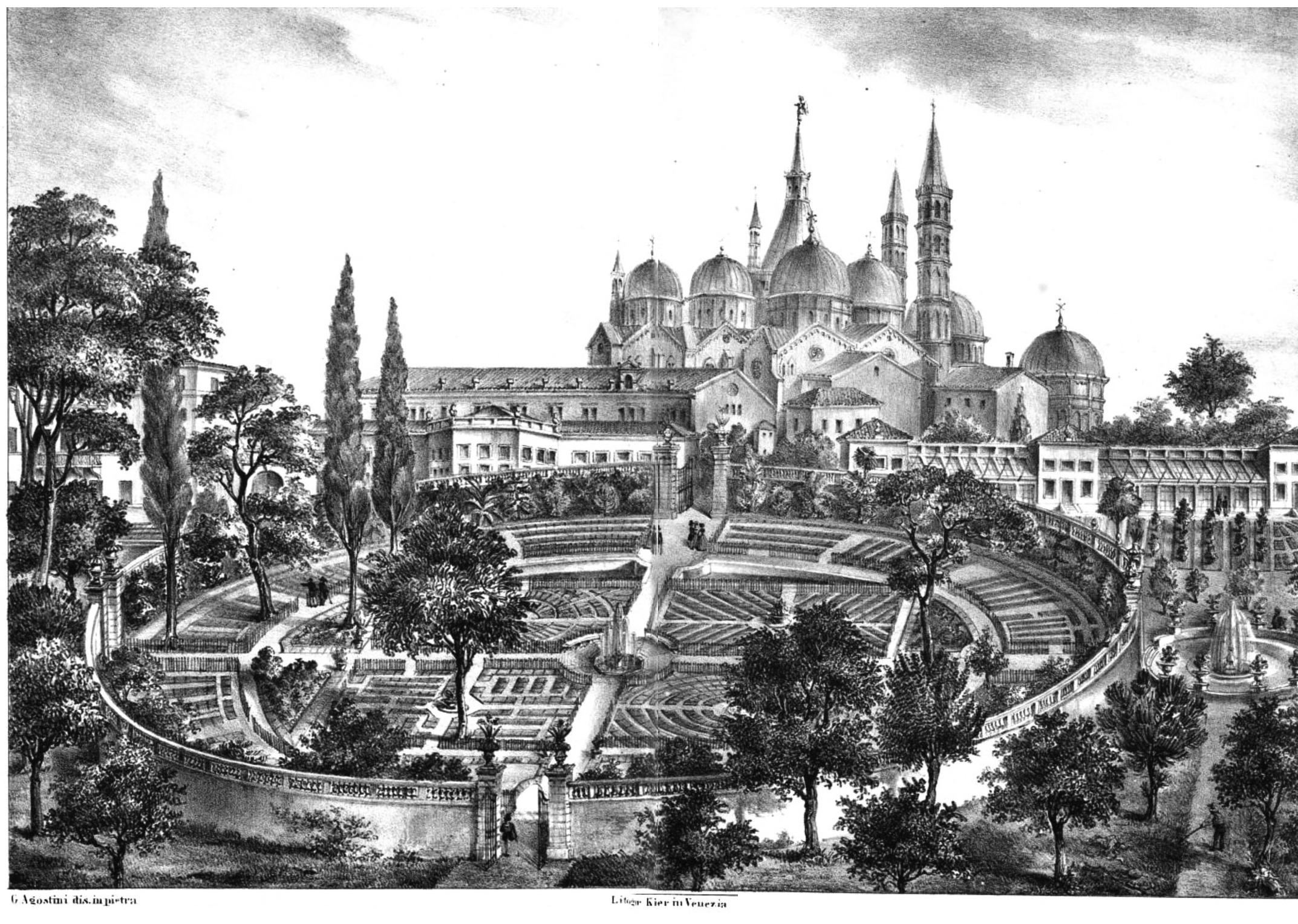
パドヴァの植物園（1543）、サンアントニオ聖堂の現代彫刻から。

#### 最初の植物園
イタリアルネサンスでは植物の体系的な分類と初の植物園開設といった創造を通して植物学の研究に革命をみた。中世では植物は薬用として研究され、16世紀まで植物学の標準的な仕事はギリシャの医師ペダニウス・ディオスコリデスによって1世紀に書かれた『デ・マテリア・メディカ』で、1533年にはパドヴァ大学で植物学の教授職を設けフランチェスコ・ボナフェデを最初のSimplicium教授に任命。1545年、パドヴァ大学医学部の研究員ピエトロ・アンドレア・ マッティオリが、薬草に関する新しい本を執筆。このような科学的研究は、ヨーロッパでは新世界から未知の植物のサンプルを アジア、アフリカから戻ってきた船乗りと探検家が持ち帰るといったことによって支援されていた。1543年6月、パドヴァ大学は世界初の植物園であるパドヴァオルトを創設し、ピサ大学は 1545年に独自の庭園であるピサオルト植物園を設立。1591年までに、パドヴァの庭には、エジプトから持ち込まれた扇子ヤシの木を含む1,168を超えるさまざまな植物や木があった。1545年、フィレンツェで、コジモデメディチは薬草の園であるジャルディーノデイセムプリチを設立。ボローニャ大学、フェラーラ大学、サッサリ大学の医学部には世界中のエキゾチックな植物でいっぱいの植物園が存在した。

#### その他の庭園

##### パラッツォ・エ・ジャルディーノ・ジュスティ・ア・ヴェローナ（1580）
パラッツォ・エ・ジャルディーノ・ジュスティ・ア・ヴェローナ(Palazzo e giardino Giusti a Verona)はイタリアのヴェローナの東に位置し、イゾロ広場からも近く、市内中心部にも近い場所にある。16世紀のマニエリスム建築で、1701年に塔が追加された。花壇や生け垣の迷路があり、テラスガーデンからは周囲の景色が一望できる。

### スペイン
| - アランフェス離宮庭園 - ブエンレテイーロ - ペンアヴェルデ荘庭園 | - バカロア荘庭園 - フロンテイラ荘庭園 |

### ドイツ
| - ハイデルベルク城庭園 - ミラベル城庭園 | - ヘルブルン離宮庭園 - シュトゥットガルト離宮庭園 |

### イギリス
| - ケニルワース城庭園 - ハトフィールド城庭園 | - モンタキュート城庭園 |

### フランスへの影響

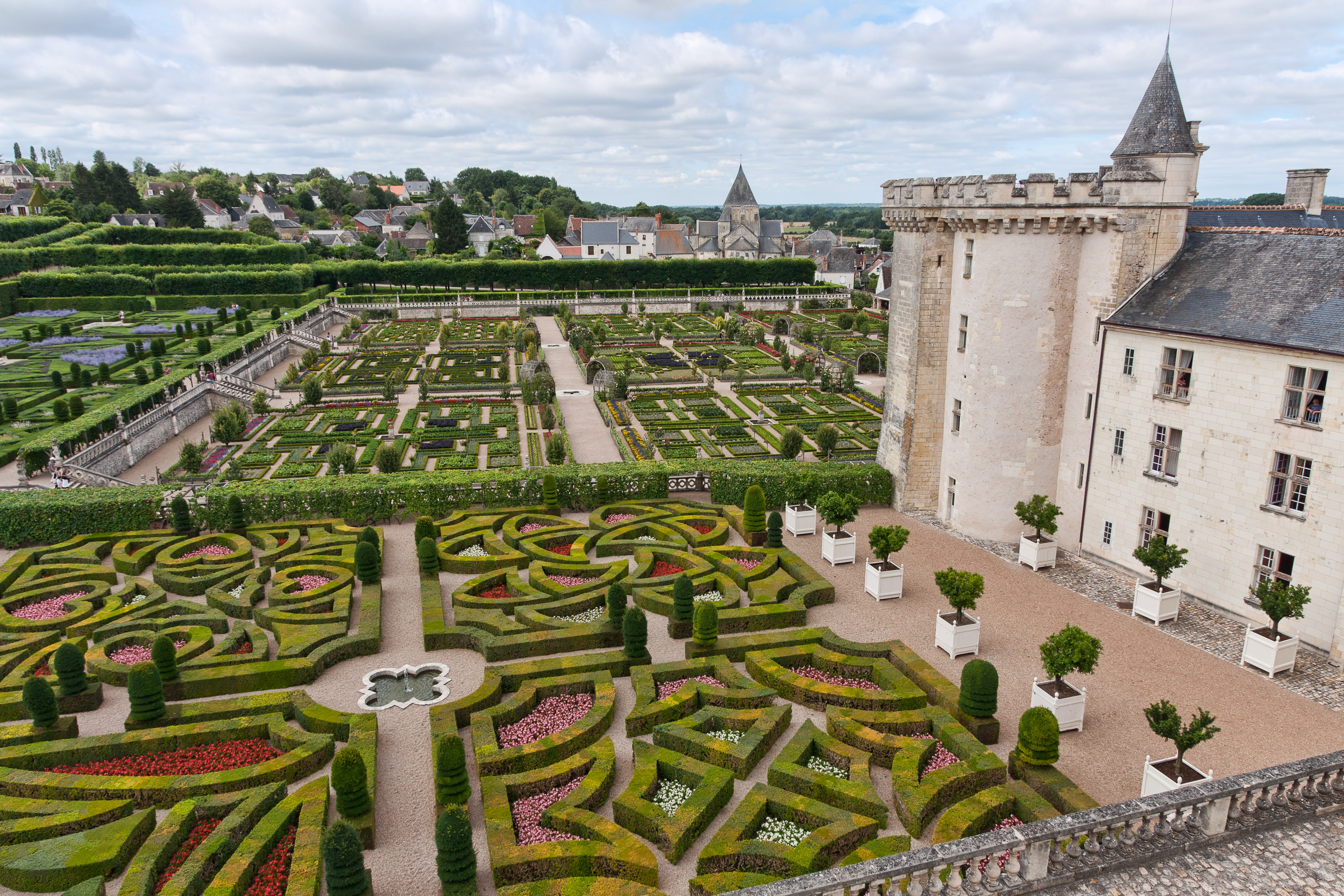
シャトードヴィランドリーの庭園

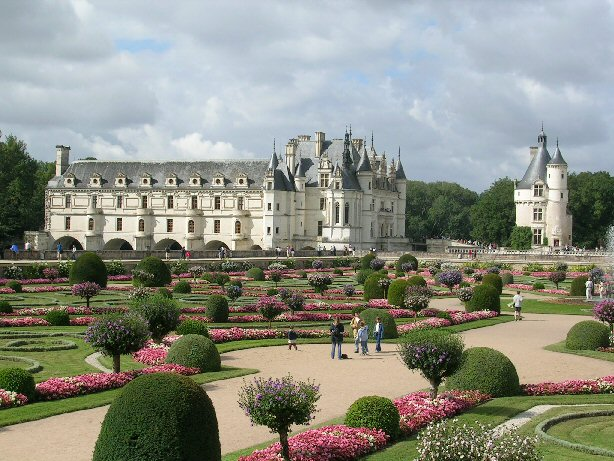
シュノンソー城からのDiane de Poitiersの庭園の眺め。

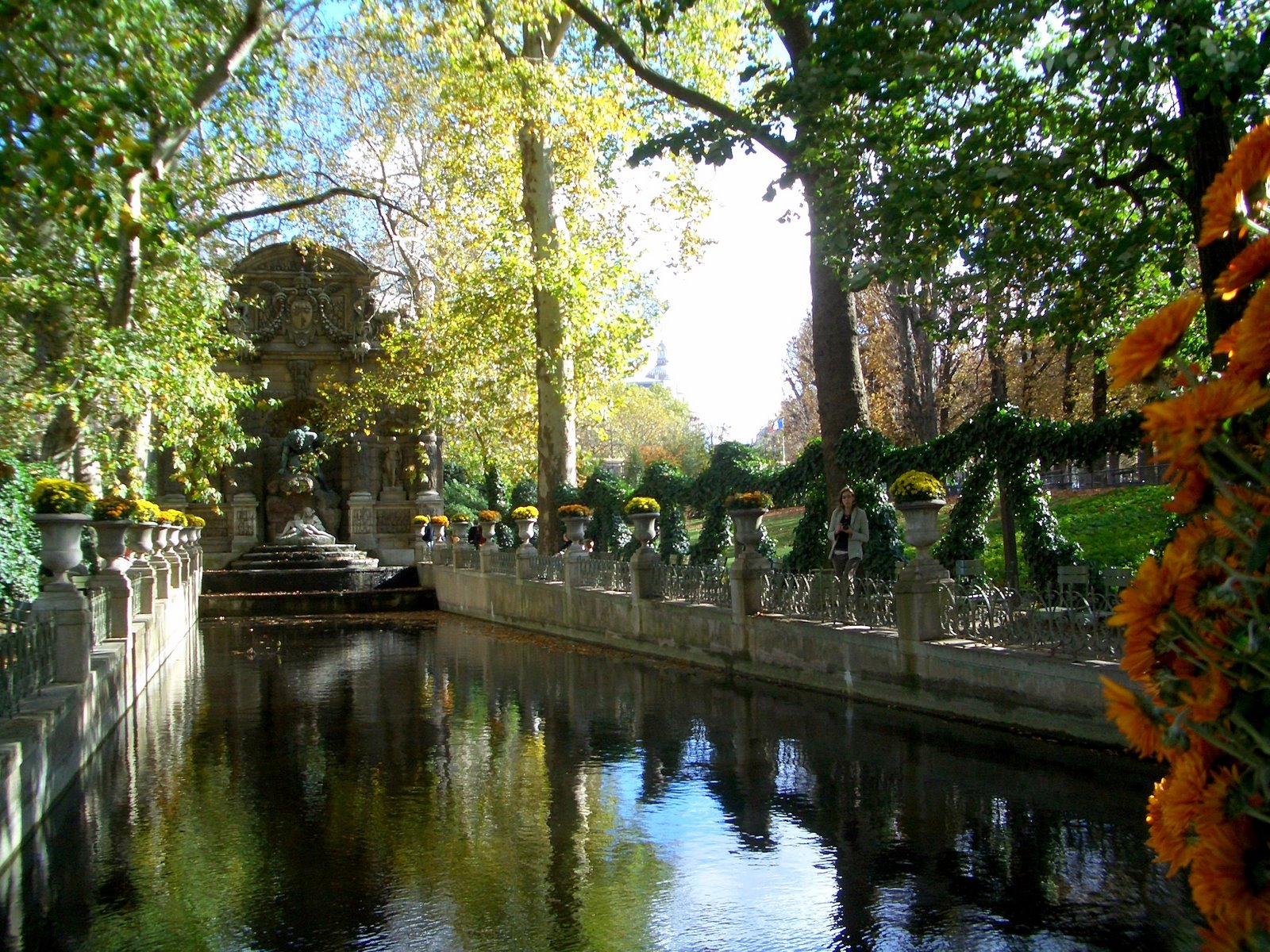
リュクサンブール公園 、パリのメディチ家の泉。

フランスのルネッサンスの庭園は、17世紀の半ばまでにルイ14世の治世中に、より壮大でより正式なガーデン・アラ・フランセーズに後に発展した、イタリア風のルネサンス庭園に最初からインスパイアされた庭園スタイルである。
1495年、シャルル8世国王とその貴族たちが、第一次イタリア戦争の結果ルネサンス様式をフランスに持ち帰った。彼らは王宮のフォンテーヌブロー城、アンボワーズ城、ブロワ城、シュノンソー城の庭園で頂点に達した。
フランスのルネッサンス庭園は、対称的および幾何学的な植栽ベッドまたはパーティによって特徴付けられた。鉢の中の植物。砂利と砂の道。テラス階段とランプ運河、カスケード、そして記念碑的な噴水の形で水を移動させること、そして人工洞窟、迷路と神話の彫像の像を多用すること。これらが取り囲んでいたシャトーの延長となり、そしてルネサンスの理想とその大きさと比率を説明し、そして古代ローマの美徳を視聴者に思い出させるようにデザインされた。

#### 歴史

##### イタリアの影響

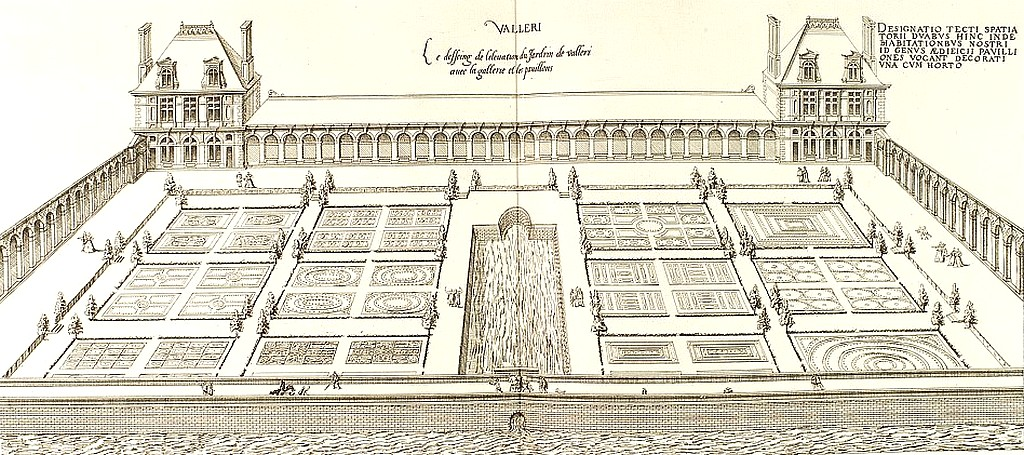
Château de Vallery、1570年頃。

13世紀に、イタリアのランドスケープアーキテクトPietro de 'Crescenziが『Opus Ruralium Commodium』という論文を発表、ローマ人によって開始された伝統に従って、庭園のフォーマルな計画、トピアリーの彫刻、木々や茂みを建築の形に合うよう整えた。フランスのシャルル5世は1373年にフランス語での翻訳を命じ、新しいイタリア風庭園がフランスへ現れ始めた。
もう一人影響のあった作家は1450年にLorenzo de 'MediciのためのDe re aedificatoriaを書いたレオン・バッティスタ・アルベルティ（1404–1472）で、彼は建物のファサードと庭を設計するためにウィトルウィウスが示した幾何学の原則を活用。家から庭を見渡せるべきであり、庭には「日陰をつけるための柱廊、ぶどうの木が大理石の柱の上に伸びるゆりかご、そして猥褻でない限り花瓶や面白い彫像さえもあるべきだ」と提案。
ローマのベルヴェデーレの庭園のデザインにおいて、建築家ドナト・ブラマンテ （1444年 - 1544年）は、宮殿に垂直な長軸を使って遠近法の考えを導入した。  これはルネッサンス庭園の中心的な特徴となる。
1499年にヴェネツィアで出版された僧侶Francesco Colonnaによる人気の小説で、『 Poliphileの夢』と呼ばれる、愛を求めて幻想的な地、Poliaへの旅などフィレンツェのボボリ庭園にあるような、湖の中にある「庭の島」という、Pratolinoの別荘の公園に出てくる巨人の像、そして迷路のテーマはすべて取り入れられている。 Poliphileの架空の航海といったこれらすべての要素はフランスのルネッサンスの庭園にも登場する。

##### フランスのルネサンスの発祥の地：Château-Gaillard Amboise

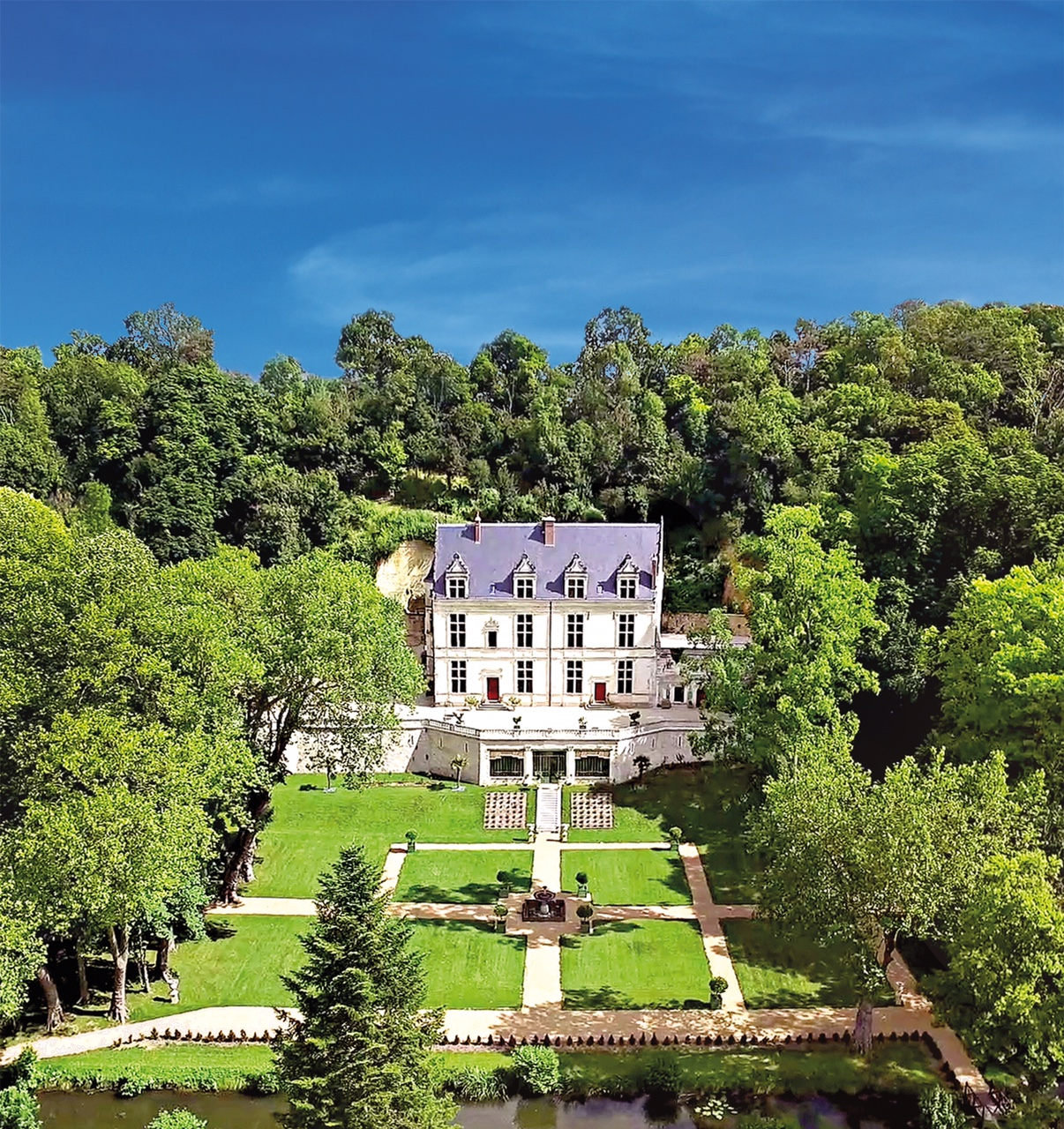
Château-Gaillard Amboiseのロイヤルドメイン

1495年に、シャルル 8世はナポリの王国を侵略し、裁判所はイタリアの宮殿と庭園の贅をつくした。1496年にフランスに戻ってから、Pacello da Mercoglianoという名前のナポリからの修道士と庭師を含む22人のイタリアの芸術家を確信させて、そして連れ戻した。彼らはアンボワーズでトスカーナの驚異を再現することを決心し、王のポッジョアーレの夢を実現するために街の中心部にある15ヘクタールの円形劇場型の土地を選んだ。

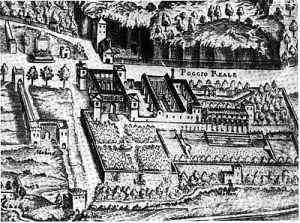
ヴィラポッジョレアーレ

シャルル8世はシャトー - ガイヤールアンボワーズの建設を命じ、ドムパチェッロはフランスで最初のオレンジの木を紹介し、順応させるためにこの王室の領土を選んだ。彼の "Arte del Verde"のために芝生、花壇そしてセッティングを作り出し、フランスで初めてイタリア風の庭園を紹介した。彼は自分の革新のための実験室としてChâteau-Gaillard Amboiseを活用した。彼はクロード女王と呼ばれる新種の梅を作り、そして木のプランターボックスとしてハーフバレルのような非常に特殊なテクニックを使った。
Château-Gaillard Amboiseの庭園は、中世の修道院庭園と将来の正式なフランス庭園の間の "ミッシングリンク"となっている。Dom Pacelloは、イタリア風の「寄木細工」の庭の小さな正方形のピースを並べ替え、ツゲの代えてヒイラギを使って植栽を彫刻のように仕立てた。

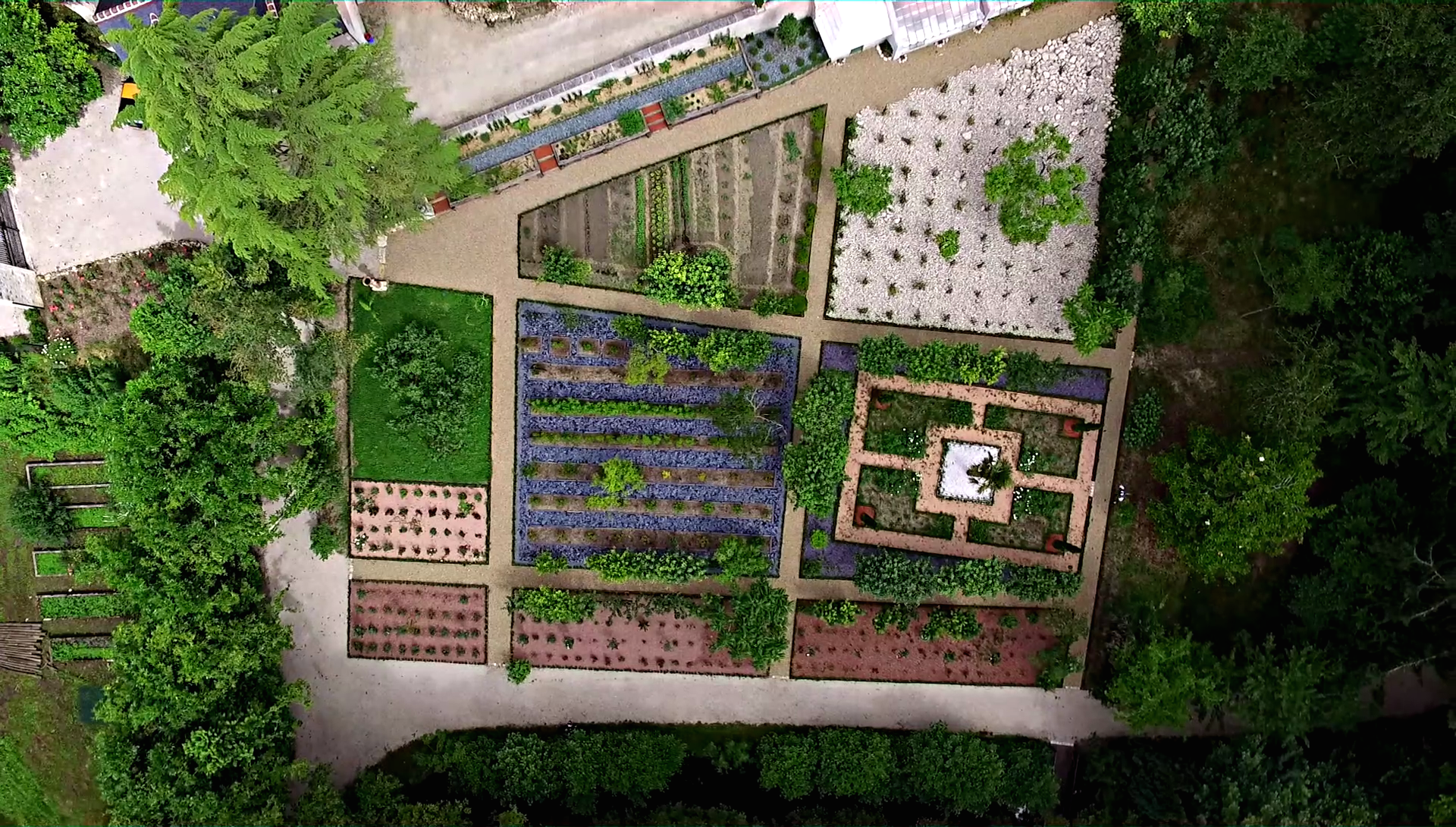
パチェパーケット
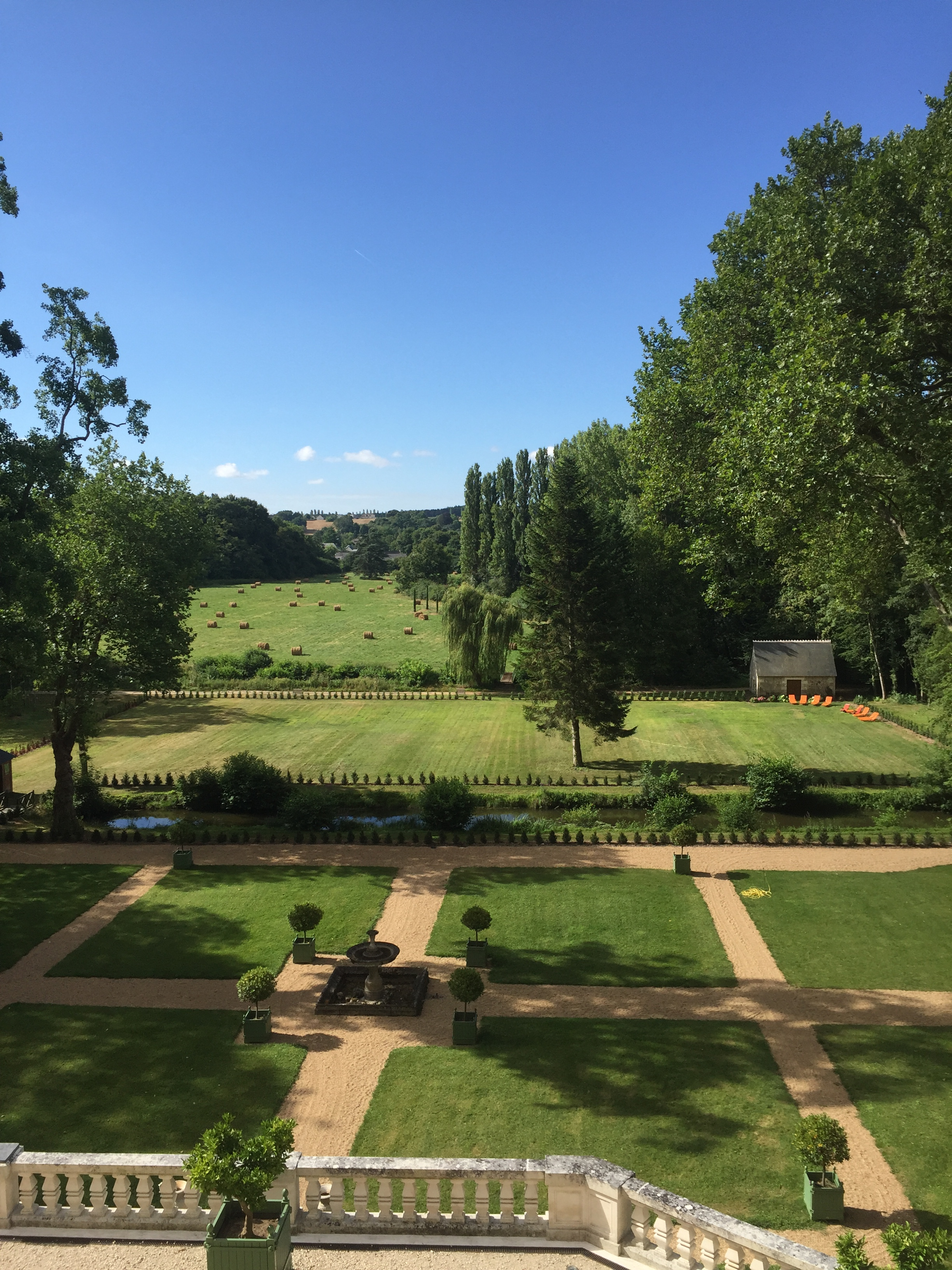
グランドパルテレスの眺め
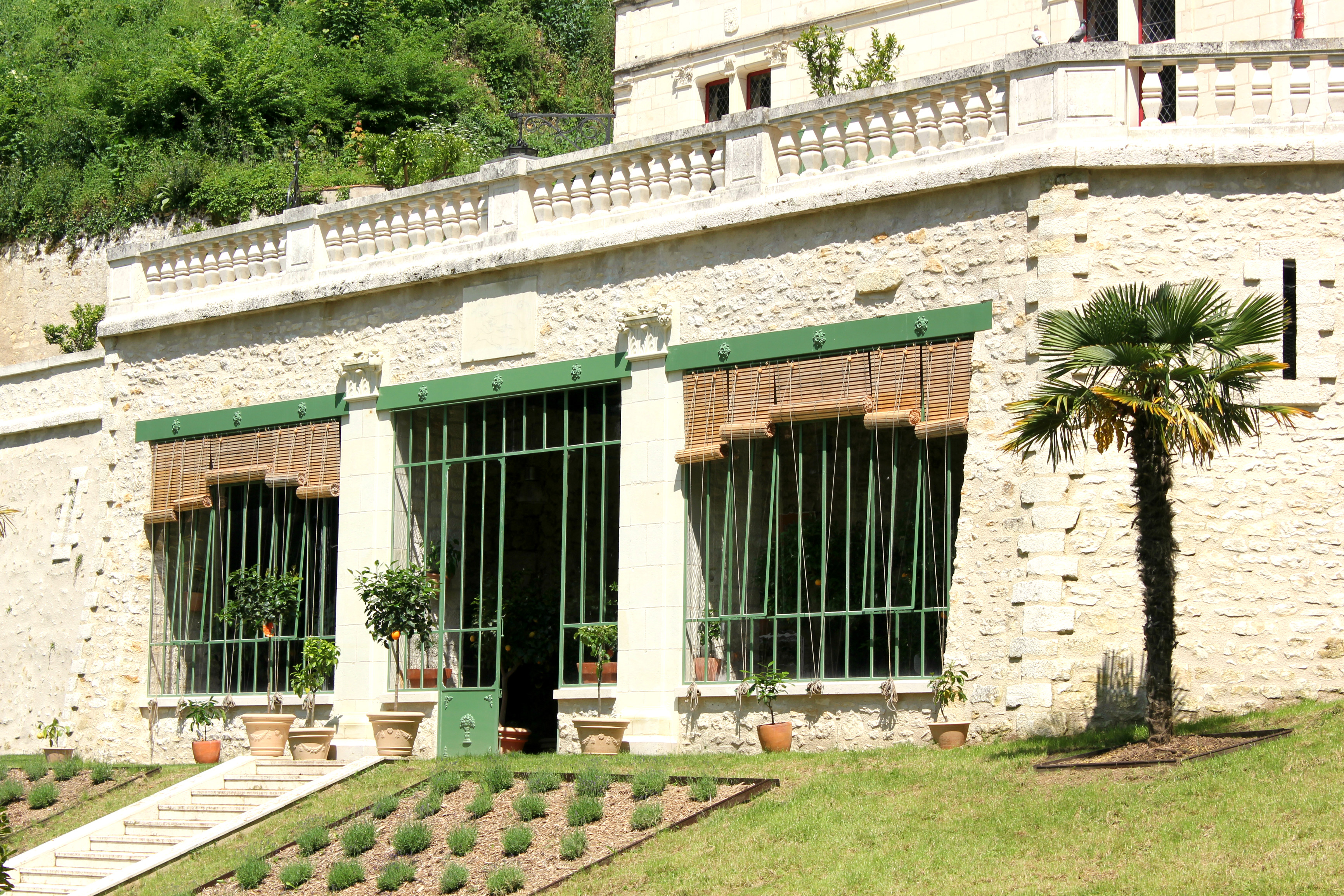
ロイヤルオランジェリーChâteau-Gaillardアンボワーズ
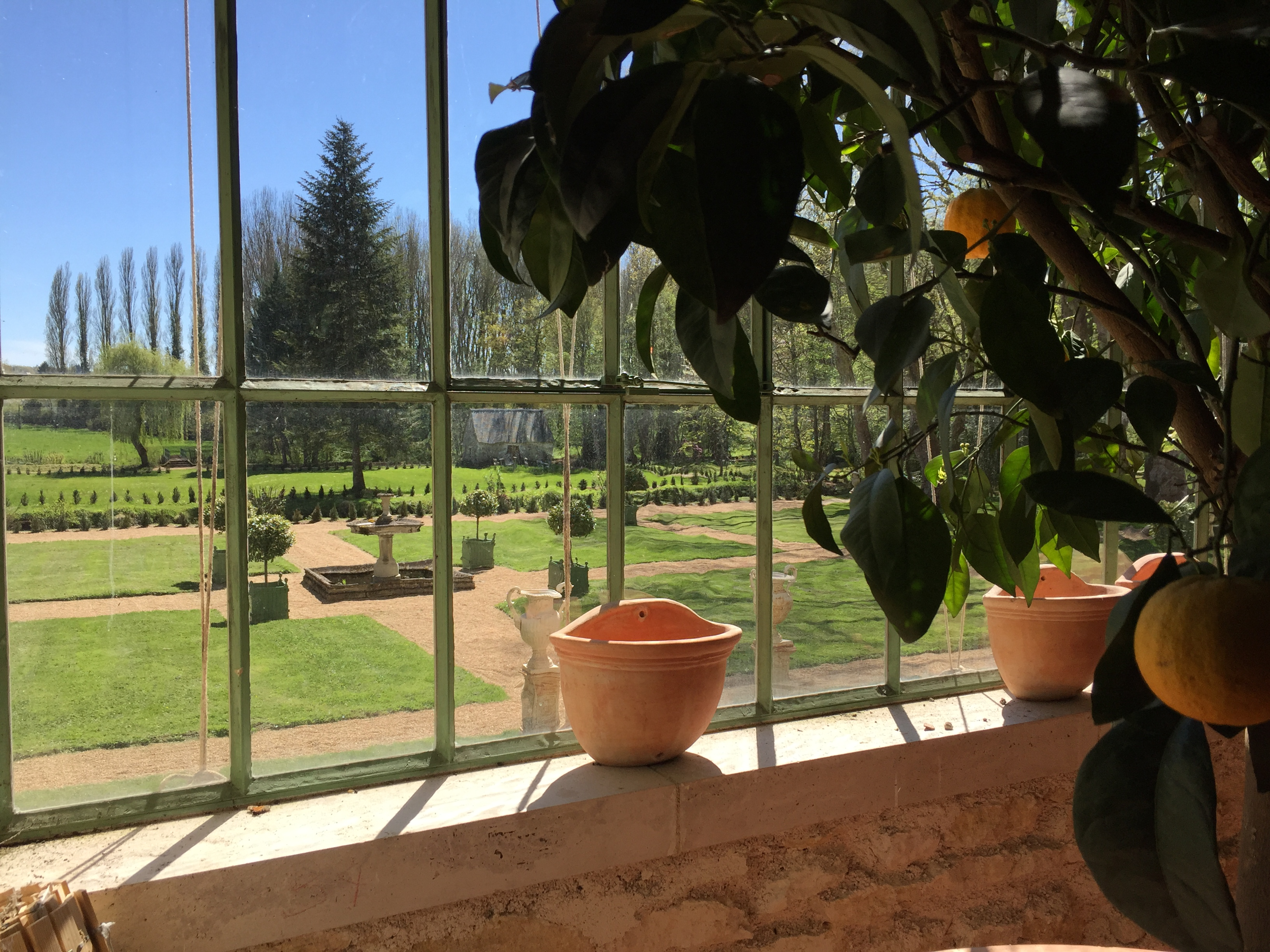
オランジェリー
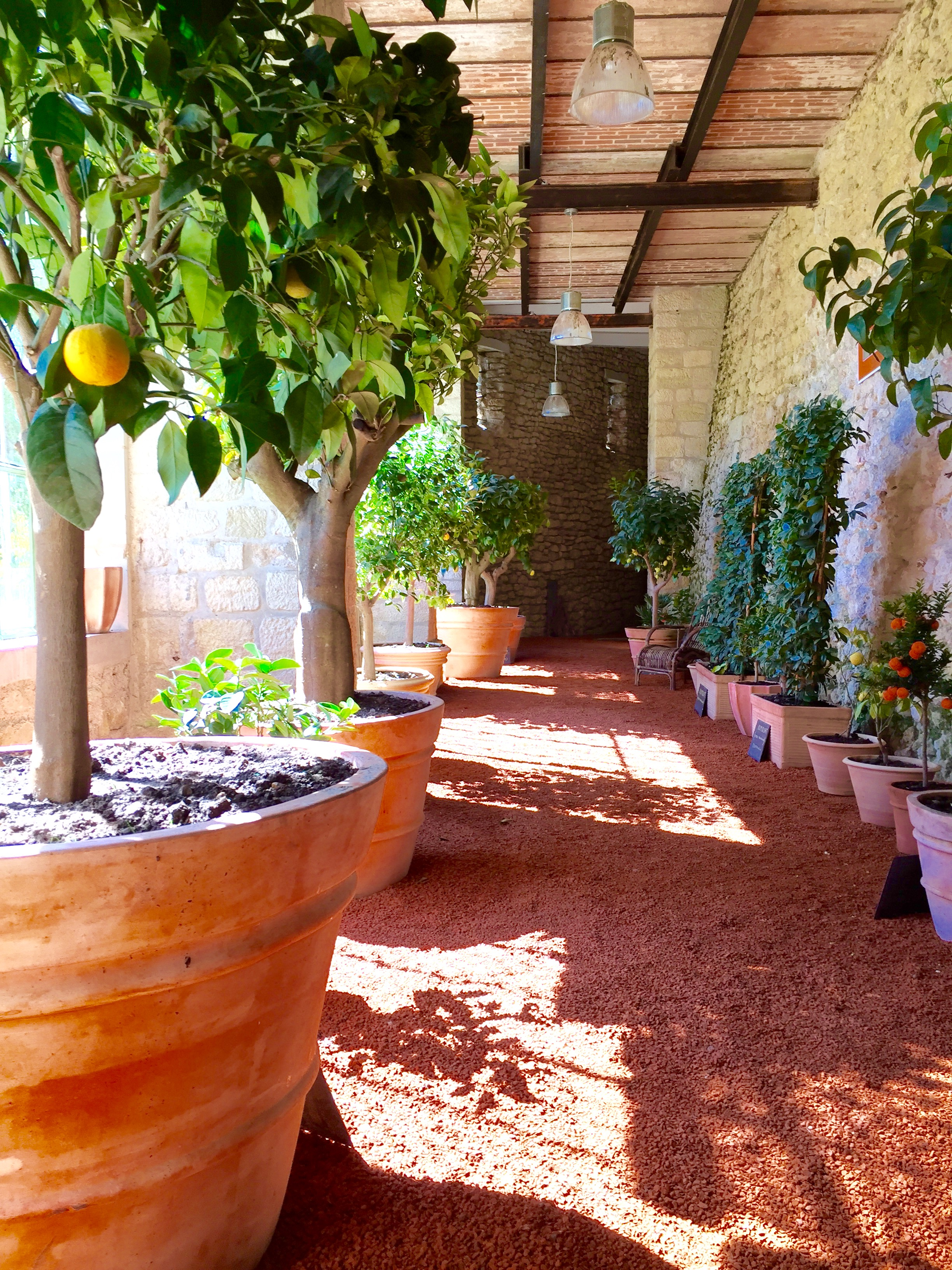
オレンジの木

#### アンボワーズ城、ブロワ、ガヨン、ベリーの庭園

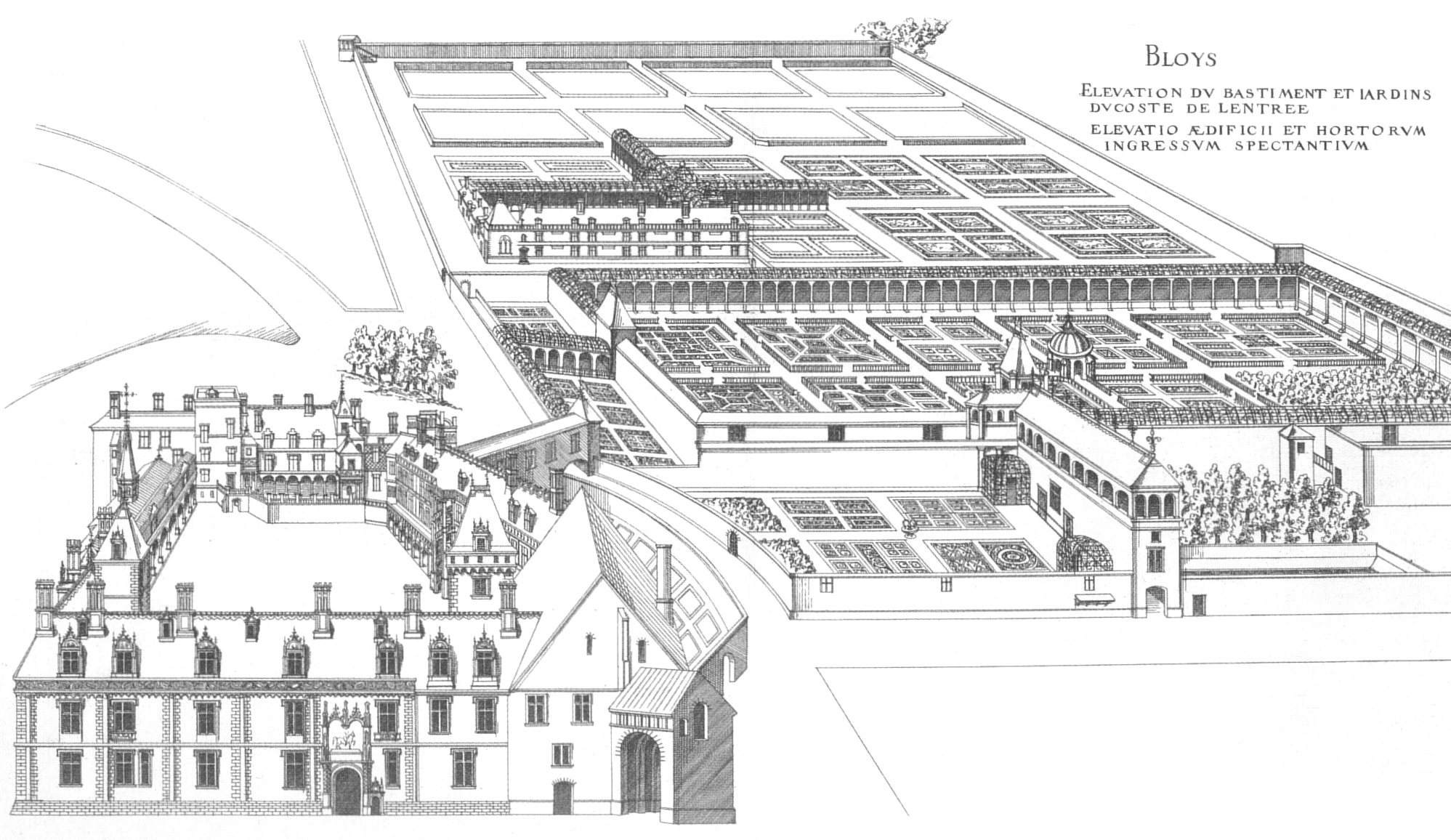
1570年頃、ブロワ城庭園。

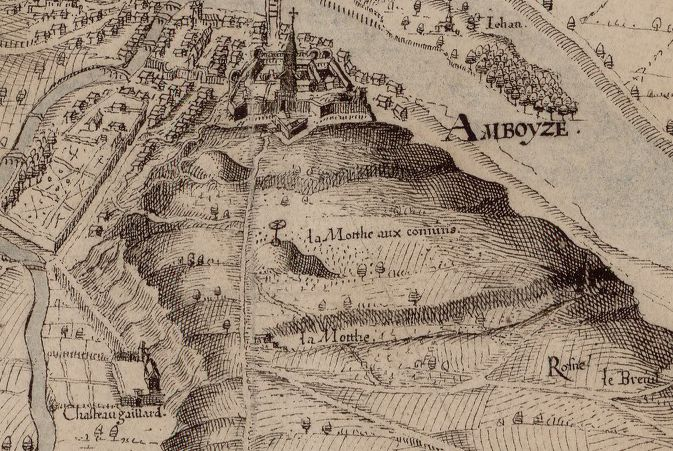
1600年のAmboyseの地図

16世紀初頭には、同じくフランスを訪れてレオナルドダヴィンチと出会ったフランシス1世王が、ブロワ城の古い壁に囲まれた3つの異なる階のテラスに新しいスタイルの庭園を作成。庭には花の部分の他、箱の中にオレンジやレモンの木を含むさまざまな種類の野菜や果物が生産され、冬には室内で栽培がなされた。いまだ残る草花野菜植物を保護した建物はフランスで最初のオランジェリーといえた。庭園は現在のPlace Victor-Hugoの場所と鉄道駅の場所にあった。庭園の最後の跡は1890年にAvenue Victor-Hugoの建設によって取り壊される。
ほぼ同時に、Mercoglianoは、ヘンリー4世時代の大臣Georges d'Amboise枢機卿が所有していて、Châteaude Gaillonは庭園もデザインを担当。中世の古い城の下のさまざまな階に建てられた庭園は、花や果樹が一部に植えられていた。庭の入り口にあるパーティは、フランスの紋章を花で飾る。茂みは、馬、船、鳥の形をした男性の形に整えられた。それはまた大理石の印象的な噴水で装飾された。

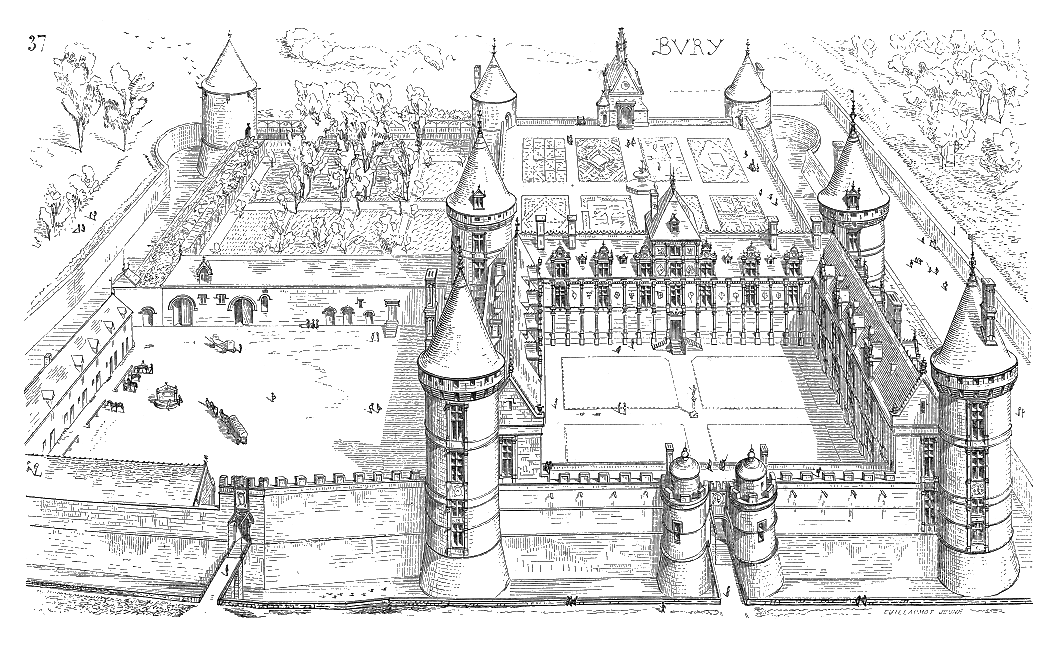
ベリー城

1511年から1524年の間にルイ12世とフランソワ1世の国務長官、フロリモント・ロベルテによって、ベリー城の庭園が建てらた。ロベルテはフィエーゾレにあるメディチ家の別荘を訪問し、そこで見たテラスガーデンを再現したいと考えていた。城の伝統的なデザインから離れて、城はその庭園と密接に統合、訪問者は城の内側にある正方形の庭園を通り抜け、城の裏側にある2つの幾何学的庭園に出る。噴水で装飾され、木製のギャラリーに囲まれていた。枢軸は庭の向こう側の入り口から礼拝堂まで行くというイタリアのルネッサンス様式の庭園のように、ベリーの庭園はブロワの森の素晴らしい景色とともに、丘の端に位置していた。 シャトーの宮廷の真ん中に、Robertet はフィレンツェ共和国から彼に渡されたミケランジェロのダビデの青銅のコピーを置いた。

#### フォンテーヌブローの庭園

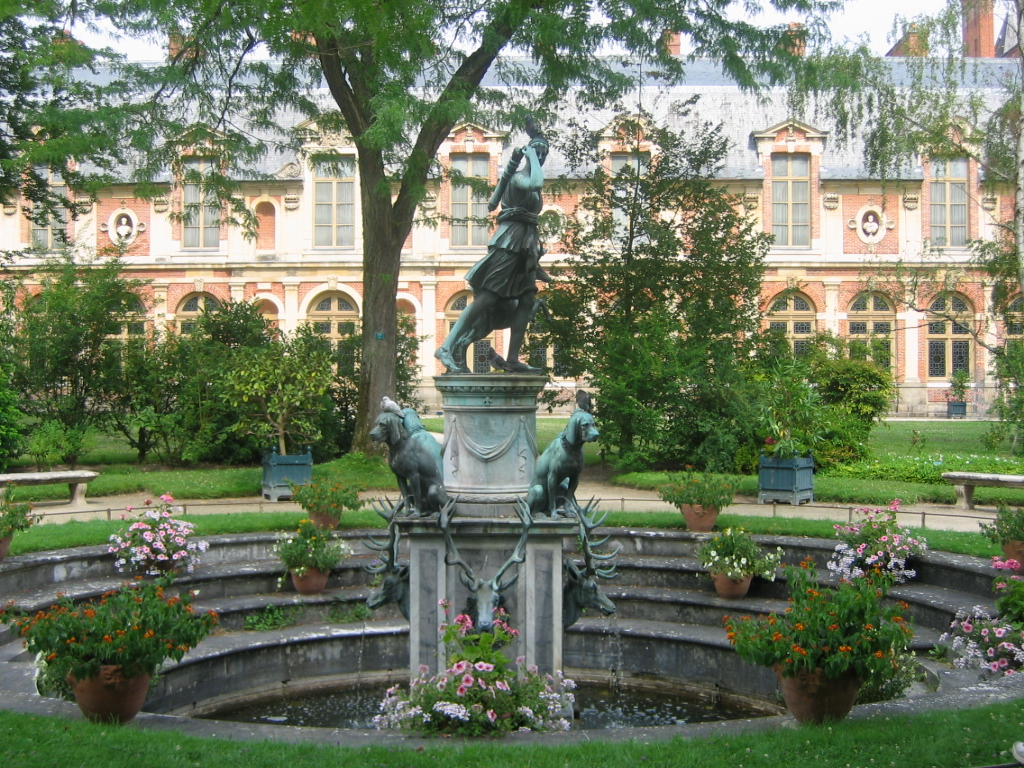
フォンテーヌブロー城の庭園内にあるダイアナの泉。

フランス岬の王の狩猟保護区であったフォンテーヌブロー城は、1528年からフランソワ1世によって創設された。庭園には、噴水、パルテール、プロヴァンスからもたらされた松の木の森、そして1541年にフランスで最初の人工洞窟があった。カトリーヌ・ド・メディシスはローマのベルヴェデーレを飾った彫像の銅によるコピーを注文した。ミケランジェロによるヘラクレスの像は湖の庭を飾った。1594年にアンリ4世は橋で噴水の裁判所に接続された湖の中に小さな島を追加した。

#### シュノンソー庭園
シュノンソー城には2つの独立した庭園があった。1つは1551年に、大規模な対流と水の噴流を備えたアンリ2世のお気に入りのディアーヌ・ド・ポワチエ用に、1560年には王妃カトリーヌ・ド・メディシスのために作られた。Cher川の上にあるテラスで、中央に流域があり、区画に分かれている。

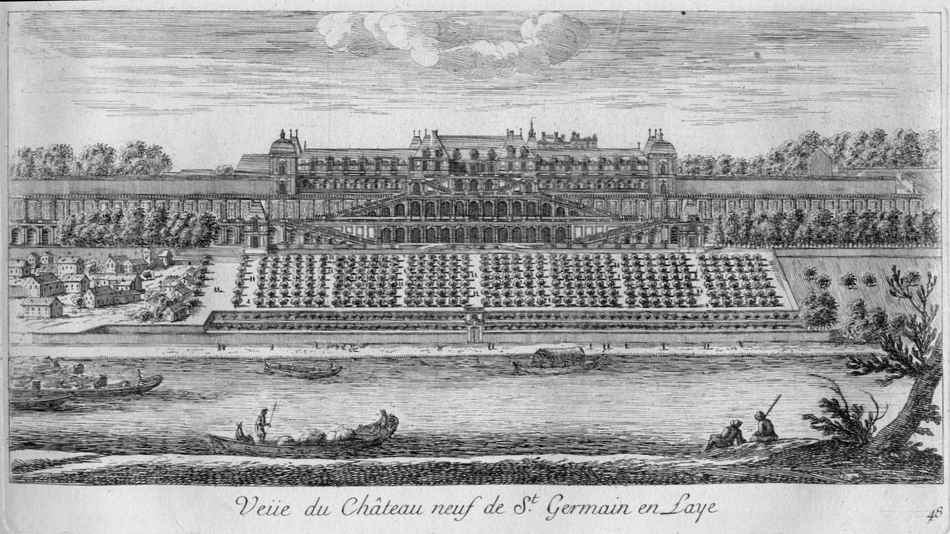
St-Germain-en-Laye Vue duChâteauneufde ： イスラエルのSilvestreによるエッチングは、LeNôtreの変更前のテラスを記録している。1660年

#### フランスルネサンス庭園の年代学[36]

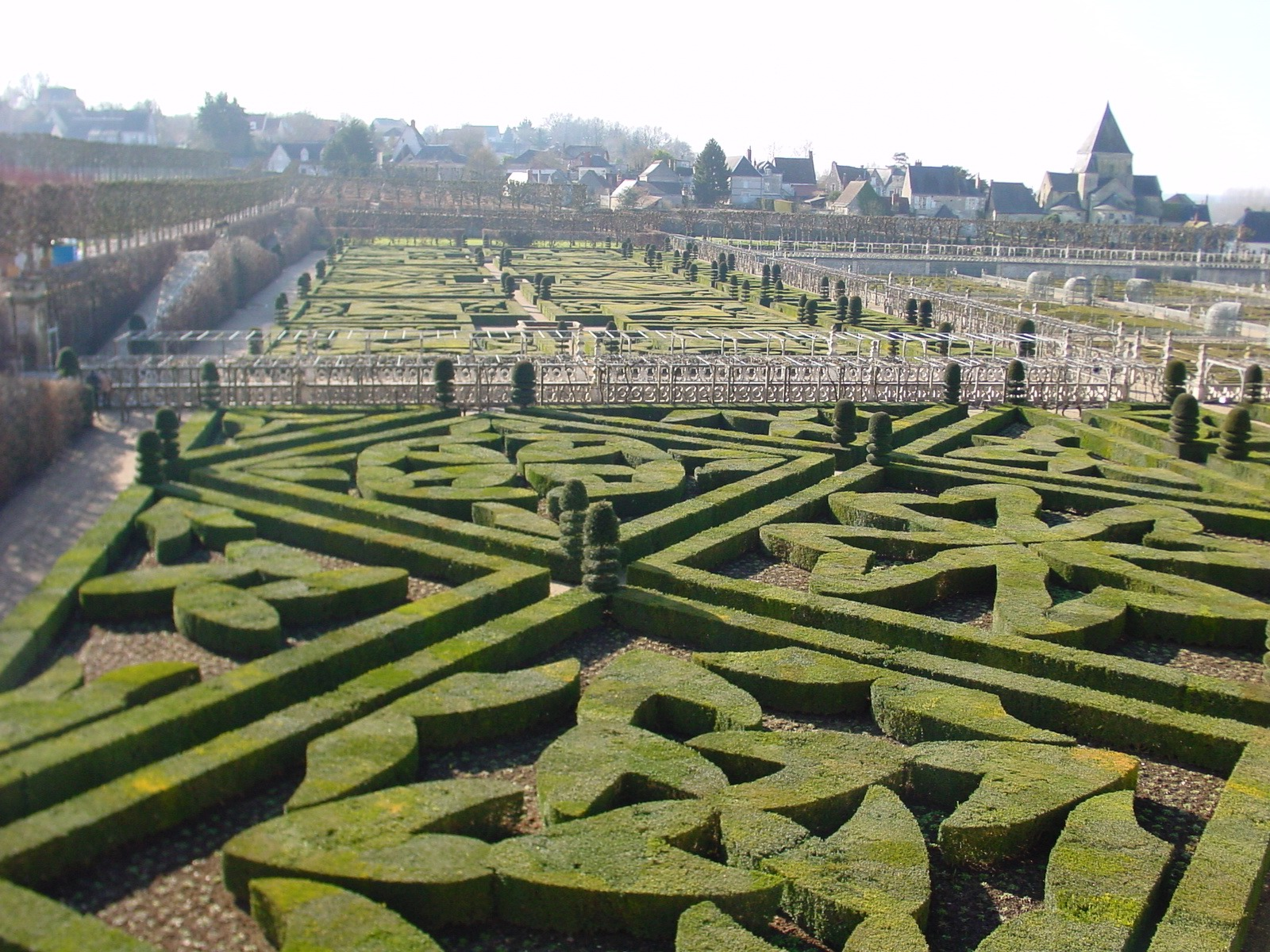
シャトードヴィランドリーの庭園

- Château d'Amboise （1495）
- Châteaude Blois （1499） - （庭園は19世紀に取壊し。）
- シャトードガイヨン （ 1502〜1550 ）
- Bury-en-Blesois城 （1511年- 1520年）
- シュノンソー城 （1515年 - 1589年）、ディアーヌ・ド・ポワチエ （1551年）、およびカトリーヌ・ド・メディシス （1560年）の庭園
- シャンティイ城 （1524）
- フォンテーヌブロー城 （1528年 - 1447年）
- Châteaude Saint-Maur （1536）
- Châteaud'Anet （1536）
- サン＝ジェルマン＝アン＝レー城（1539-1547） -シャトーと庭園
- ヴィランドリー城 （1536）
- モンソー＝レ＝モー （1549–1560）
- シャトードゥヴァレリー （1550）
- ラ・バスティ・ドゥルフェ （1551）
- ダンピエール城庭園 シャン＝ド＝ダンピエール＝シュル＝ブトンヌ （1552年- 1600年）
- シャトール城 （1560）
- チュイルリー宮殿と（1564–1593）チュイルリー庭園 （1599）クロード・モレ、デローム、デュペラック
- ヴェルヌイユ城 （1565）
- Châteaud'Anetのニューガーデン（1582）
- Châteaude Fontainebleau （1594-1609）クロード・モレによる新しい庭園
- パリのリュクサンブール公園 （1612–1630）
- アンジェ城
- ユッセ城
- アンボワーズ城庭園
- ブロワ城庭園
- シャンボール城庭園

#### フランスのルネッサンス庭園の現代版

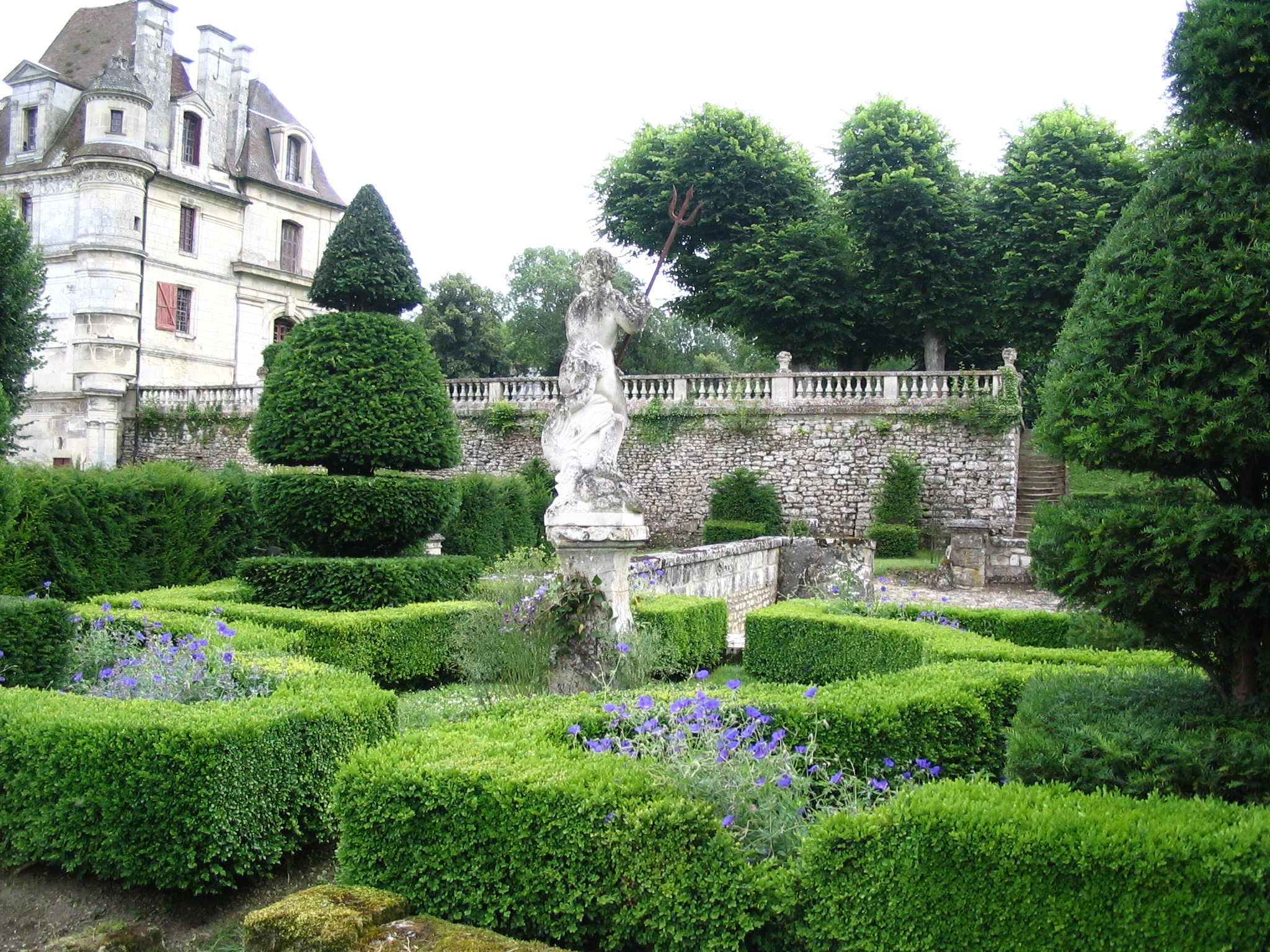
Château d'Amblevilleの庭

- アンブルヴィル城 Château d'Ambleville